# Liste der Biografien/Spa
Liste der Biografien |
Portal Biografien |
Personensuche
# |
A |
B |
C |
D |
E |
F |
G |
H |
I |
J |
K |
L |
M |
N |
O |
P |
Q |
R |
S |
T |
U |
V |
W |
X |
Y |
Z |
?
 
Sa |
Sb |
Sc |
Sd |
Se |
Sf |
Sg |
Sh |
Si |
Sj |
Sk |
Sl |
Sm |
Sn |
So |
Sp |
Sq |
Sr |
Ss |
St |
Su |
Sv |
Sw |
Sy |
Sz
 
Spa |
Spe |
Sph |
Spi |
Spl |
Spo |
Spr |
Spu |
Spy
Die Liste der Biografien führt alle Personen auf, die in der deutschsprachigen Wikipedia einen Artikel haben. Dieses ist eine Teilliste mit 824 Einträgen von Personen, deren Namen mit den Buchstaben „Spa“ beginnt.

## Spa
- Spa, Linda (* 1963), österreichische Musikerin

### Spaa
- Spaak, Agnès (* 1944), belgisch-französische Schauspielerin und Fotografin
- Spaak, Antoinette (1928–2020), belgische Politikerin, MdEP
- Spaak, Bob (1917–2011), niederländischer Sportjournalist und Leichtathlet
- Spaak, Catherine (1945–2022), französisch-italienische Schauspielerin und SängerinCatherine Spaak (1945–2022)

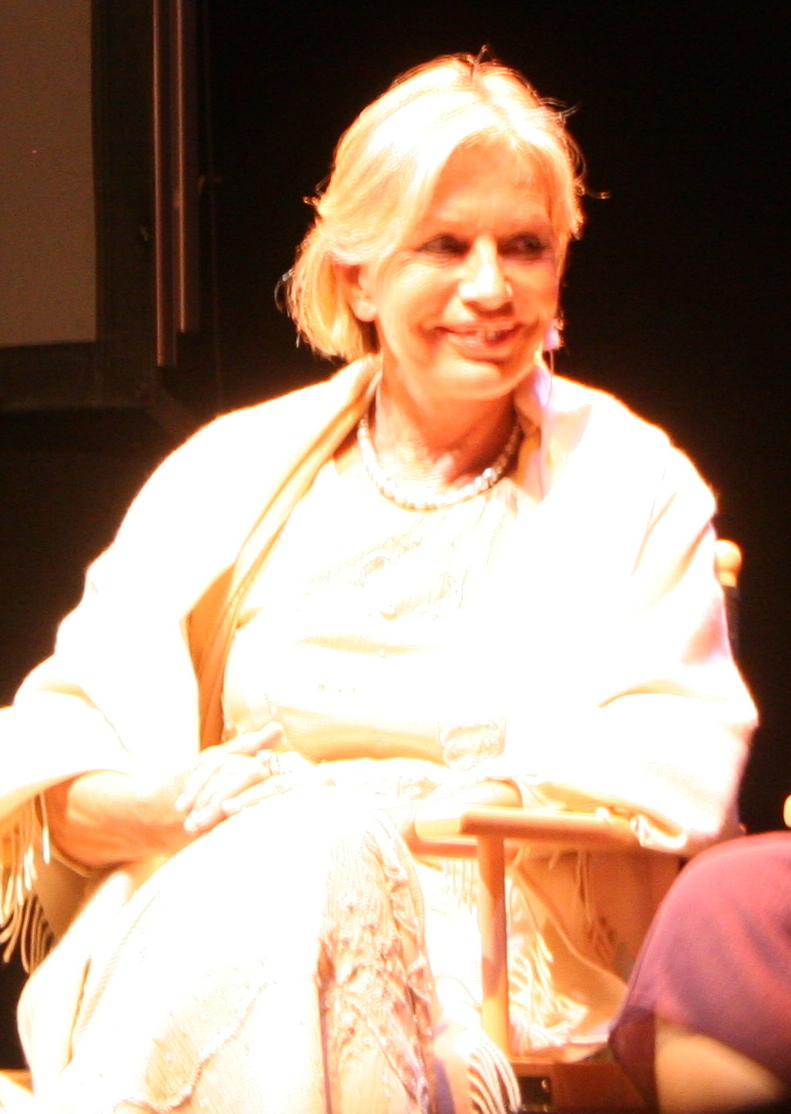
Catherine Spaak (1945–2022)

- Spaak, Charles (1903–1975), belgischer Drehbuchautor und Filmregisseur
- Spaak, Claude (1904–1990), belgisch-französischer Widerstandskämpfer und Dramatiker
- Spaak, Isabelle (* 1960), belgische Schriftstellerin
- Spaak, Paul (1871–1936), belgischer Rechtsanwalt und Schriftsteller
- Spaak, Paul-Henri (1899–1972), belgischer Politiker und Staatsmann, NATO-Generalsekretär, Förderer der europäischen Einigung
- Spaak, Suzanne (1905–1944), belgisch-französische Widerstandskämpferin
- Spaan, Bernhard (1960–2021), deutscher Physiker und Professor an der Technischen Universität Dortmund
- Spaan, Hans (* 1958), niederländischer Motorradrennfahrer
- Spaan, Mathias (* 1989), deutscher Theaterregisseur, Schauspieler und Spieleautor
- Spaanderman, Jaap (1896–1985), niederländischer Pianist, Cellist, Dirigent und Musikpädagoge
- Spaans, Marieke (* 1972), niederländische Cembalistin
- Spaar, Dieter (1933–2010), deutscher Pflanzenbauwissenschaftler, Virologe und Hochschullehrer
- Spaar, Dominika (1911–2007), deutsche Ordensschwester; Generaloberin der Elisabethinerinnen
- Spaargaren, Iman, niederländischer Jazzmusiker (Saxophone, Klarinetten, Komposition)
- Spaargaren, Ruben (* 1999), niederländischer Rollstuhltennisspieler
- Spaatz, Carl A. (1891–1974), US-amerikanischer GeneralCarl A. Spaatz (1891–1974)

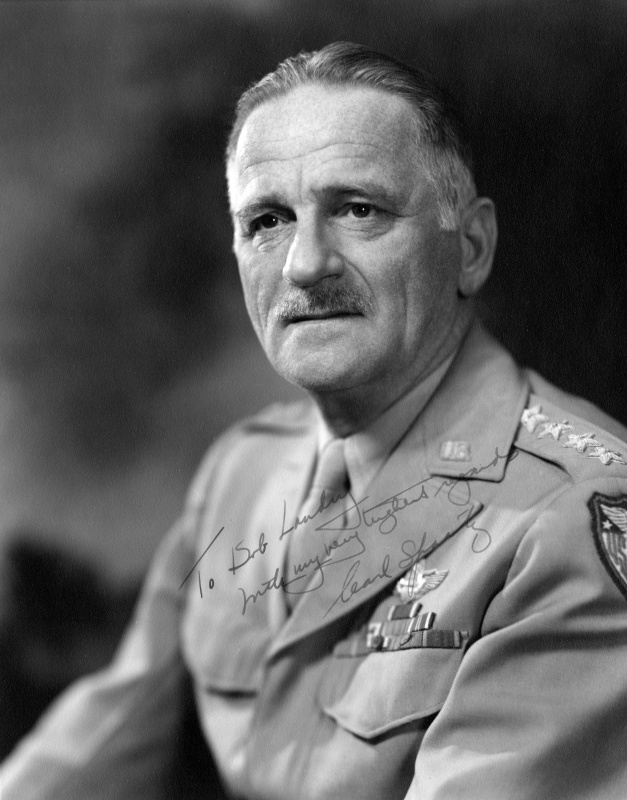
Carl A. Spaatz (1891–1974)

### Spac
- Spac, Alexandr (* 1989), moldauischer Gewichtheber
- Spacca, Maria Enrica (* 1986), italienische Leichtathletin
- Spaccapietra, Vincent (1801–1878), italienischer katholischer Geistlicher, Erzbischof von Port of Spain, Erzbischof von Izmir
- Space Cowboy, französischer Musikproduzent und DJ
- Space, Zack (* 1961), US-amerikanischer Politiker (Demokratische Partei)
- SpaceGhostPurrp (* 1991), US-amerikanischer Rapper und Musikproduzent
- Špaček, Jaroslav (* 1974), tschechischer Eishockeyspieler und -trainer
- Spacek, Mariela (* 1974), österreichische Judoka
- Špaček, Michael (* 1997), tschechischer Eishockeyspieler
- Spacek, Sissy (* 1949), US-amerikanische Schauspielerin und Sängerin
- Spacey, Kevin (* 1959), US-amerikanischer Schauspieler, Regisseur und ProduzentKevin Spacey (* 1959)

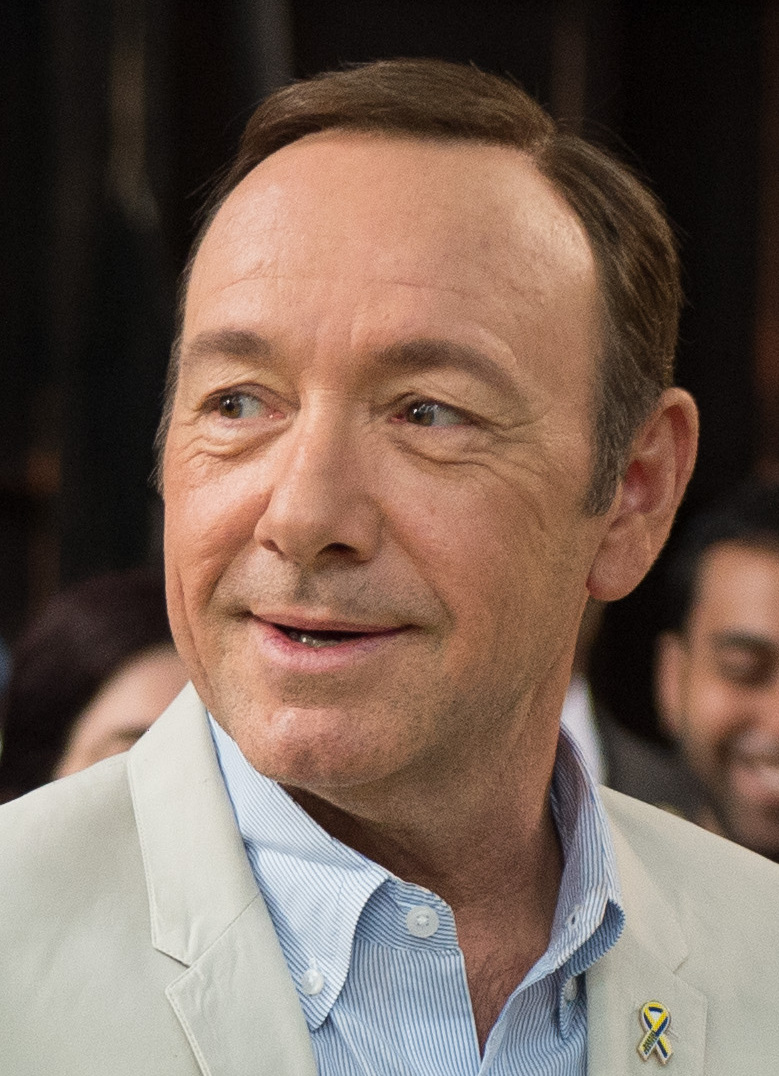
Kevin Spacey (* 1959)

- Spach, Édouard (1801–1879), französischer Botaniker
- Spach, Israel († 1610), deutscher Mediziner
- Spach, Ludwig Adolf (1800–1879), elsässischer Historiker und Romanschriftsteller
- Spachmüller, Yanik (* 1997), deutscher Endurosportler
- Spacil, Josef (1907–1967), deutscher SS-Standartenführer
- Spáčil-Žeranovský, Jan (1857–1905), tschechischer Schriftsteller, Journalist, Übersetzer
- Spack, Carina (* 1996), deutsche Reality-Show-Teilnehmerin
- Spackeler, Georg (1883–1960), deutscher Montanwissenschaftler
- Spackman, Nigel (* 1960), englischer Fußballspieler und -trainer
- Špačková, Michaela (* 1993), tschechische Fagottistin
- Spacks, Patricia Meyer (* 1929), US-amerikanische Literaturwissenschaftlerin
- Špácová, Miroslava (* 1986), tschechische Biathletin

### Spad
- Spada, Alessandro (1787–1843), italienischer Kardinal der Römischen Kirche
- Spada, Anita (* 1913), deutsche Sängerin
- Spada, Bernardino (1594–1661), Kardinal der Römischen Kirche
- Spada, Domenico (* 1980), italienischer Boxer
- Spada, Ercole (1937–2025), italienischer Fahrzeugdesigner
- Spada, Fabrizio (1643–1717), Kardinal der Römischen Kirche
- Spada, Filippo Carlo (1670–1742), italienischer Geistlicher
- Spada, Giambattista (1597–1675), Kardinal und Titularpatriarch
- Spada, Hans (* 1944), österreichischer Psychologe
- Spada, Luc (* 1985), luxemburgischer Schriftsteller und Poet
- Spada, Paolo (1541–1631), italienischer Kaufmann
- Spadaccini, Jean-Christophe, französischer Maskenbildner und Friseur
- Spadaccino, Antonino (* 1983), italienischer Sänger
- Spadacio, Juliano (* 1980), brasilianischer Fußballspieler
- Spadafora, Dominicus von (1450–1521), italienischer Dominikaner
- Spadafora, Francesco (1913–1997), italienischer Priester, Bibelwissenschaftler, Exeget und Schriftsteller
- Spadafora, Luca-Dante (* 1999), deutscher DJ und Musikproduzent
- Spadafora, Paul (* 1975), US-amerikanischer Boxer
- Spadafora, Vincenzo (* 1974), italienischer Politiker
- Spadanuda, Kevin (* 1997), schweizerisch-italienischer Fussballspieler
- Spadaro, Antonio (* 1966), italienischer römisch-katholischer Ordensgeistlicher und Essayist sowie Kurienbeamter
- Spadaro, Carlos (1902–1985), argentinischer Fußballspieler
- Spadaro, Romano (* 1948), Schweizer Manager und Sportfunktionär
- Spadaro, Umberto (1904–1981), italienischer Schauspieler
- Spadawekkia, Antonio Emmanuilowitsch (1907–1988), sowjetischer Komponist
- Spade, David (* 1964), US-amerikanischer Schauspieler, Comedian und Filmproduzent
- Spade, Henri (1921–2008), französischer Journalist, Regisseur und Schriftsteller
- Spade, Kate (1962–2018), US-amerikanische Modeschöpferin
- Spade, Rudolf (1928–2005), deutscher Schauspieler und Hörspielsprecher
- Spāde, Teodors (1891–1970), lettischer Marineoffizier
- Spadea, Vincent (* 1974), US-amerikanischer Tennisspieler
- Spader, James (* 1960), US-amerikanischer SchauspielerJames Spader (* 1960)

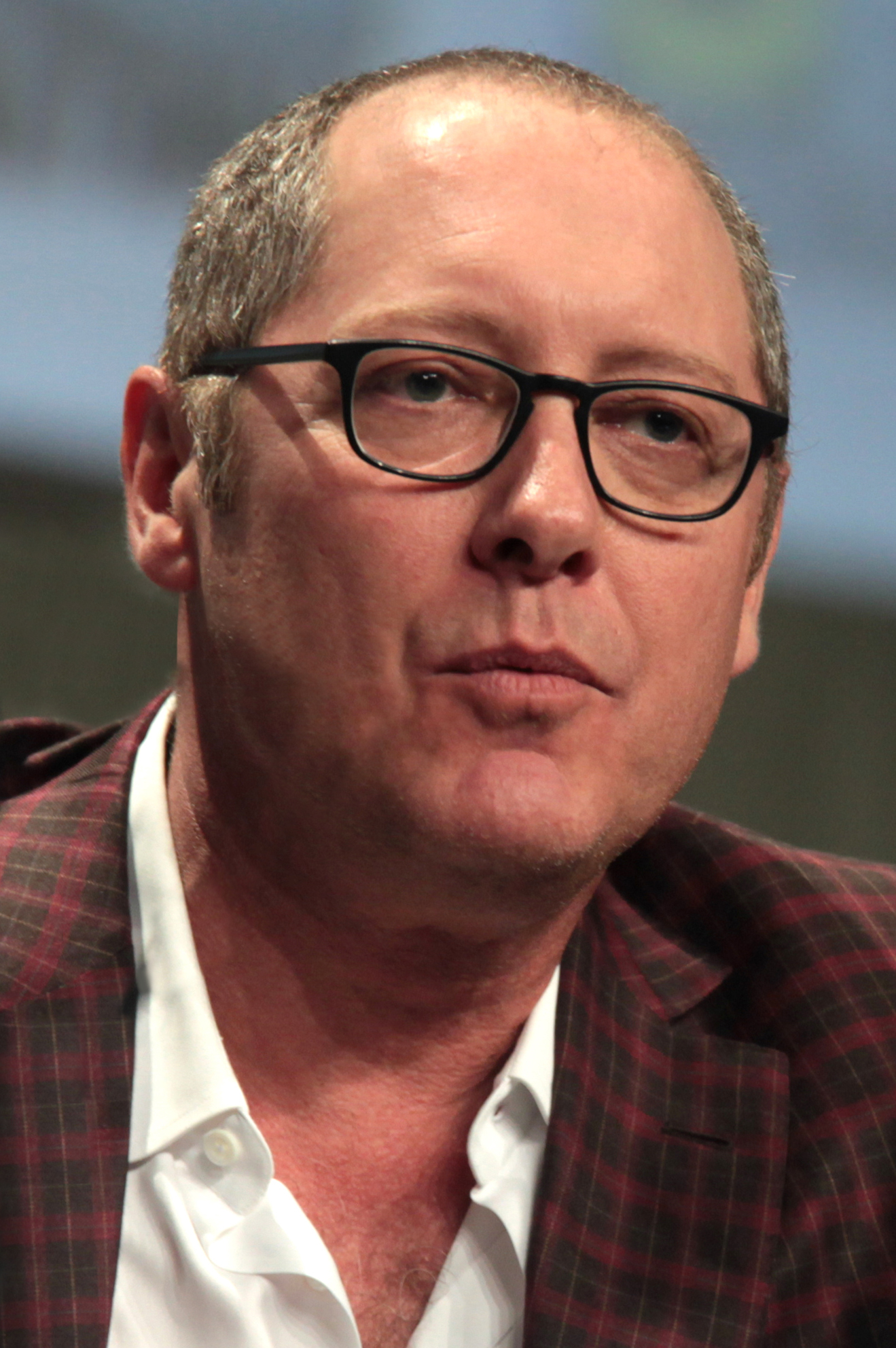
James Spader (* 1960)

- Spades, Sammie (* 1986), US-amerikanische Pornodarstellerin und Schauspielerin
- Spadi, Manuele (* 1981), italienischer Radrennfahrer
- Spadini, Armando (1883–1925), italienischer Maler
- Spadiut, Wolfgang (1955–2021), österreichischer Tierarzt und Politiker (FPÖ, BZÖ), Abgeordneter zum Nationalrat
- Spadolini, Giovanni (1925–1994), italienischer Journalist, Historiker und Politiker (Partito Repubblicano Italiano)
- Spadoni, Aroldo (* 1943), italienischer Radrennfahrer
- Spadoni, Marion (1905–1998), deutsche Zauberkünstlerin und Theater-Intendantin
- Spadoni, Paul (1870–1952), deutscher Varietékünstler, Kraftakrobat und Künstleragent
- Spadoto, Adriano Luís (* 1977), brasilianischer Fußballspieler

### Spae
- Spaeder, Jillian Shea (* 2002), US-amerikanische Schauspielerin
- Spaemann, Heinrich (1903–2001), deutscher katholischer Priester und Schriftsteller
- Spaemann, Marie (* 1988), österreichische Cellistin und Singer-Songwriterin
- Spaemann, Robert (1927–2018), deutscher PhilosophRobert Spaemann (1927–2018)

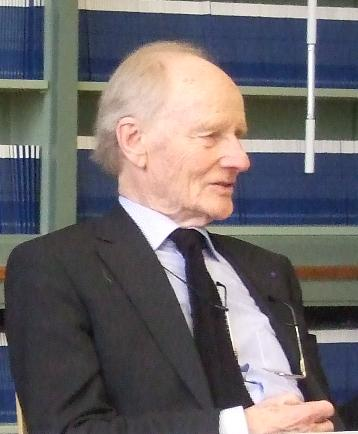
Robert Spaemann (1927–2018)

- Spaen van Voorstonden, Gerrit Karel (1756–1841), niederländischer Diplomat
- Spaen, Alexander Bernhard von (1669–1743), preußischer Generalmajor, residierender Komtur des Johanniter-Ordens in Wietersheim
- Spaen, Alexander von (1619–1692), kurbrandenburgischer Generalfeldmarschall
- Spaen, Johann Heinrich Friedrich von (1705–1762), preußischer Generalmajor und Chef des Kürassierregiments Nr. 12
- Spaendonck, Gerard van (1746–1822), niederländischer Maler und Graveur
- Spaenhoven, Peter (* 1963), belgischer Radrennfahrer
- Spaenle, Ludwig (* 1961), deutscher Politiker (CSU), MdL
- Spaeny, Cailee (* 1998), US-amerikanische Schauspielerin und SängerinCailee Spaeny (* 1998)

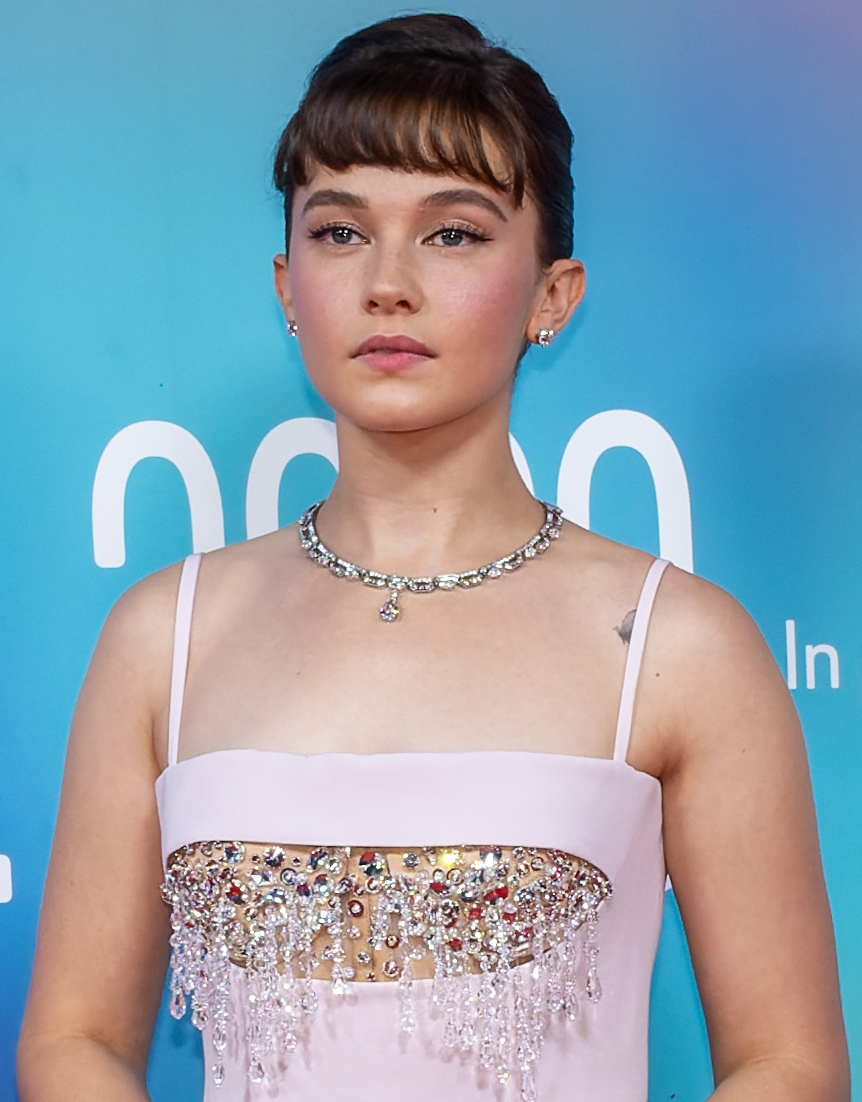
Cailee Spaeny (* 1998)

- Spaeter, Björn (* 1974), deutscher Ruderer
- Spaeter, Carl (1862–1930), deutscher Industrieller
- Spaeter, Friedrich Albert Carl (1835–1909), deutscher Industrieller
- Spaetgens, Matthias (* 1973), deutscher Grafikdesigner und Hochschullehrer
- Spaeth, David (* 1975), deutscher Filmregisseur und Autor
- Spaeth, Elise (1868–1935), deutsche Lehrerin und Lokalpolitikerin
- Spaeth, Gabrielle (* 1939), deutsche Buchhändlerin und Verlegerin zum Thema Gottfried Wilhelm Leibniz
- Spaeth, Gerhard (* 1930), deutscher Geologe und Polarforscher
- Spaeth, Leopold (1928–2006), deutscher Politiker (CDU), MdL, MdEP
- Spaeth, Michaela (* 1961), deutsche Diplomatin
- Spaeth, Paul von (1859–1936), deutscher Majoratsbesitzer und Parlamentarier
- Spaeth, Rainer (* 1963), deutscher Politiker, Staatssekretär in Thüringen
- Spaeth, Sandro (* 1979), Schweizer Mountainbiker
- Spaeth, Theodor (1833–1911), deutscher Jurist und Politiker (NLP), MdR
- Spaethen, Rolf (1909–1985), deutscher Gewerkschafter

### Spaf
- Spafford, Horatio (1828–1888), US-amerikanischer Anwalt und Kirchenlieddichter
- Spafford, Paolo (* 1984), philippischer Eishockeytorwart

### Spag
- Spägele, Thomas (* 1965), deutscher Ingenieur und Hochschullehrer
- Spagerer, Karla (1929–2025), deutsche Zeitzeugin
- Spagerer, Walter (1918–2016), deutscher Politiker (SPD), MdL
- Spaggiari, Albert (1932–1989), französischer Einbrecher
- Spaghetti, Eddie, US-amerikanischer Rock- und Country-Musiker
- Spagna (* 1956), italienische Popsängerin und SongwriterinSpagna (* 1956)

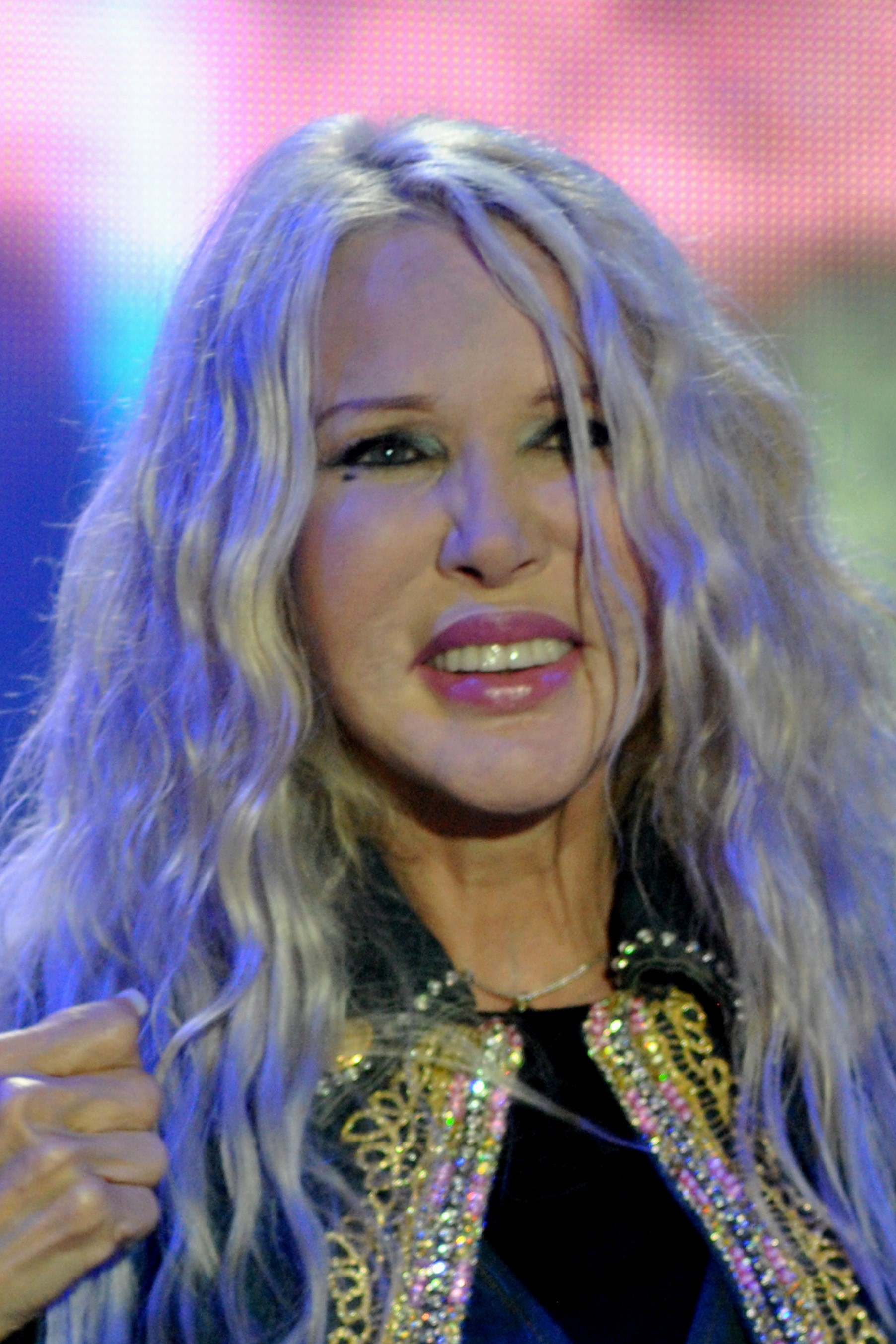
Spagna (* 1956)

- Spagnoli, Antonio (1849–1932), Trentiner Bildhauer
- Spagnoli, Jerry (* 1956), US-amerikanischer Konzeptkünstler
- Spagnolli, Giovanni (1907–1984), italienischer Politiker
- Spagnolli, Luigi (* 1960), italienischer Kommunalpolitiker, Bürgermeister von Bozen
- Spagnolo Martellozzo, Olindo Natale (1925–2008), italienischer Ordensgeistlicher, römisch-katholischer Weihbischof in Guayaquil, Ecuador
- Spagnolo, Mariano (* 1974), argentinischer Sänger (Tenor)
- Spagnolo, Sergio (* 1941), italienischer Mathematiker
- Spagnulo, Giulia (* 1996), italienische Comickünstlerin
- Spagnulo, Giuseppe (1936–2016), italienischer Bildhauer
- Spagnuolo, Jason (* 1984), australischer Fußballspieler

### Spah
- Spahić, Almira (* 1987), schwedische Fußballschiedsrichterassistentin
- Spahić, Amir (* 1983), bosnisch-herzegowinischer Fußballspieler
- Spahić, Amira (* 1983), bosnische Fußballspielerin
- Spahic, Armin (* 2000), österreichischer Fußballspieler
- Spahić, Avdo (* 1997), bosnischer Fußballtorwart
- Spahić, Emir (* 1980), bosnisch-herzegowinischer FußballspielerEmir Spahić (* 1980)

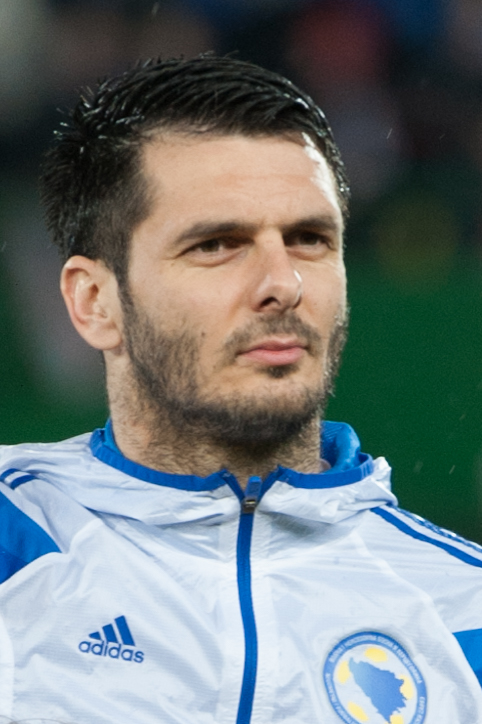
Emir Spahić (* 1980)

- Spahić, Jasmin (* 1980), bosnischer Fußballspieler
- Spahija, Hrvoje (* 1988), kroatischer Fußballspieler
- Spahiu, Arben (* 1966), albanischer Geiger
- Spahiu, Bedri (1908–1998), albanischer kommunistischer Politiker
- Spahiu, Bujar (* 1976), albanischer muslimischer Gelehrter
- Spahiu, Kreshnik (* 1969), albanischer Jurist und Politiker
- Spahiu, Xhafer (1923–1999), albanischer kommunistischer Politiker
- Spahl, Thilo (* 1966), deutscher Psychologe, freier Wissenschaftsautor und Journalist
- Spahlinger, Birgit (1954–2021), deutsche Künstlerin
- Spahlinger, Mathias (* 1944), deutscher Komponist
- Spahn, Carl Alfred (1863–1943), Schweizer Jurist und Politiker
- Spahn, Claudia (* 1963), deutsche Musikermedizinerin
- Spahn, Claus (* 1940), deutscher Journalist und Autor
- Spahn, Erich (1948–2009), Schweizer Radrennfahrer
- Spahn, Erwin W. (1898–1941), österreichischer Schriftsteller und Liedtexter
- Spahn, Gabriel (1930–2017), französischer Sportfunktionär
- Spahn, George Christian (1889–1974), US-amerikanischer Pferdezüchter und Ranch-Besitzer
- Spahn, Heinz-Peter (* 1950), deutscher Ökonom
- Spahn, Jens (* 1980), deutscher Politiker (CDU), MdBJens Spahn (* 1980)

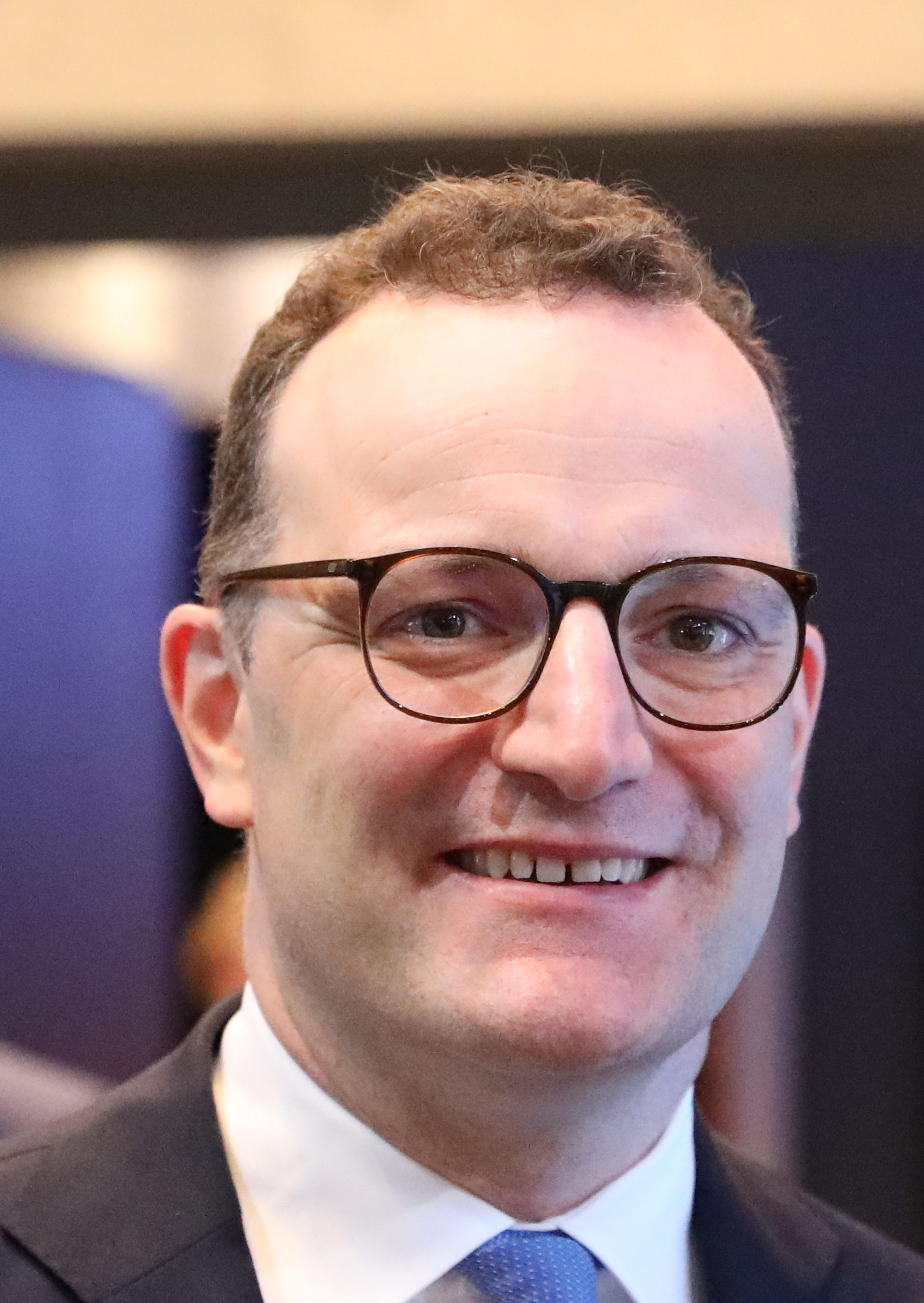
Jens Spahn (* 1980)

- Spahn, Martin (1875–1945), deutscher Historiker und Politiker (Zentrum, DNVP, NSDAP), MdR
- Spahn, Martin (* 1967), deutscher Urologe und Hochschullehrer
- Spahn, Paul (1914–2002), Schweizer Nachrichtensprecher
- Spahn, Paul Bernd (1939–2025), deutscher Ökonom und Professor für Öffentliche Finanzen
- Spahn, Peter (1846–1925), deutscher Jurist und Politiker (Zentrum), MdR
- Spahn, Peter (* 1946), deutscher Althistoriker
- Spahn, Ryan (* 1980), US-amerikanischer Film- und Theaterschauspieler
- Spahn, Siegfried (* 1940), deutscher Generalarzt des Heeres der Bundeswehr
- Spahn, Susanne, deutsche Journalistin, Politologin und Osteuropa-Historikerin
- Spahn, Thomas (* 1957), deutscher Fernsehmoderator
- Spahn, Warren (1921–2003), US-amerikanischer Baseballspieler
- Spaho, Mehmed (1883–1939), jugoslawischer muslimischer Politiker
- Spahr, Adrian (* 1994), Schweizer Politiker (SVP)
- Spahr, Blake Lee (1924–2006), US-amerikanischer Germanist
- Spahr, Friedrich Wilhelm (1900–1945), deutscher Glas- und Porzellangestalter mit Silberoverlay
- Spahr, Gebhard (1913–1986), deutscher Historiker, Kunsthistoriker und Ordenspriester
- Spahr, Jürg (1925–2002), Schweizer Karikaturist
- Spahr, Kolumban (1909–2000), deutscher Zisterziensermönch und Kirchenhistoriker
- Spahr, Remo (* 1994), Schweizer Volleyball-Beachvolleyballspieler und American Footballspieler
- Spahr, Rodolfo (1894–1981), Schweizer Numismatiker und Geschäftsmann
- Spahr, Timothy B. (* 1970), US-amerikanischer Astronom
- Spahr, Wilhelm (1867–1945), deutscher Architekt
- Spahrbier, Walter (1905–1982), deutscher Postbeamter, Glückspostbote im deutschen Fernsehen

### Spai
- Spaić, Vanja (* 1995), bosnische Leichtathletin
- Spaight, James Molony (1877–1968), britischer Jurist und Theoretiker des Luftkriegs
- Spaight, Richard junior (1796–1850), US-amerikanischer Politiker
- Spaight, Richard senior (1758–1802), amerikanischer Politiker
- Spaignart, Christian Gilbert de (1583–1632), lutherischer Theologe und deutscher Nationalökonom
- Spaihts, Jon, US-amerikanischer Drehbuchautor
- Spain, Adrian L., US-amerikanischer Generalleutnant
- Spain, Francis (1909–1977), US-amerikanischer Eishockeyspieler
- Spain, Quinton (* 1991), US-amerikanischer American-Football-Spieler
- Späing, Heinz (1893–1946), deutscher Politiker (NSDAP), MdR
- Spaink, Pierre Abbink (1931–2001), niederländischer Komponist und Musikpädagoge
- Spaita, James Mwewa (1934–2014), sambischer Geistlicher, römisch-katholischer Erzbischof von Kasama

### Spaj
- Spajić, Ljubiša (1926–2004), jugoslawischer Fußballspieler und -trainer
- Spajić, Milojko (* 1987), montenegrinischer PolitikerMilojko Spajić (* 1987)

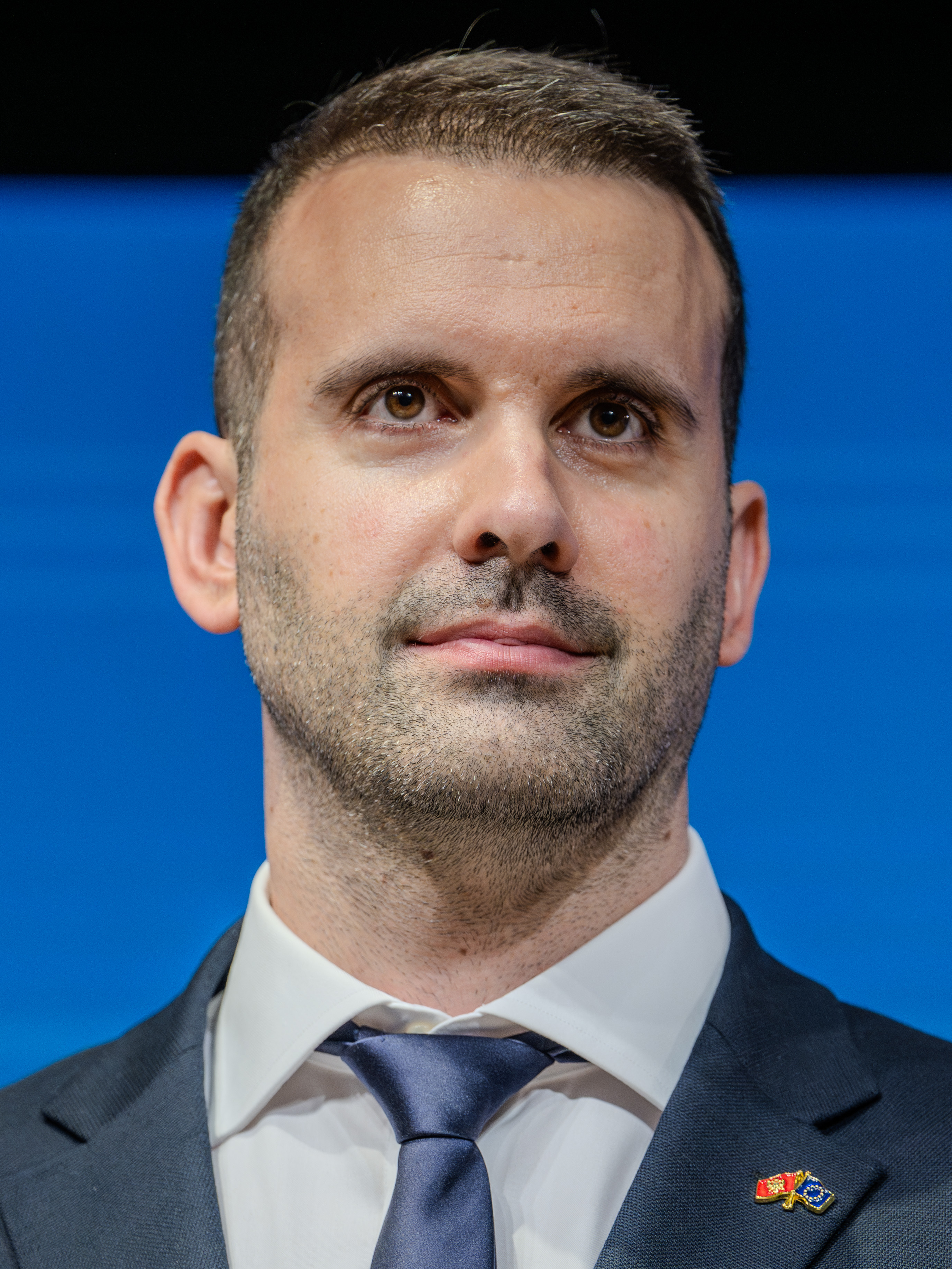
Milojko Spajić (* 1987)

- Spajić, Uroš (* 1993), serbischer Fußballspieler

### Spak
- Špaka, Patrīcija (* 2002), lettische Tennisspielerin
- Spaki, Mário (* 1971), brasilianischer Geistlicher, römisch-katholischer Bischof von Paranavaí

### Spal
- Spal, Jaromír (1916–1981), tschechoslowakischer Schauspieler, Bühnenregisseur und Fernsehschauspieler
- Spalahores, indischer König
- Spalatin, Georg (1484–1545), deutscher Humanist, Theologe, Reformator und Historiker
- Spalcke, Karl (1891–1967), deutscher Generalmajor im Zweiten Weltkrieg
- Spaldin, Nicola (* 1969), britische Chemikerin und Materialwissenschaftlerin
- Spalding de Garmendia, Basil (1860–1932), US-amerikanischer Tennisspieler, Golfer, Polospieler und Militärattaché
- Spalding, Albert (1888–1953), US-amerikanischer Violinvirtuose und Komponist
- Spalding, Albert Goodwill (1850–1915), US-amerikanischer Baseballspieler und Unternehmer
- Spalding, Burleigh F. (1853–1934), US-amerikanischer Politiker
- Spalding, Cameron (* 2005), kanadischer Snowboarder
- Spalding, Douglas Alexander († 1877), britischer Verhaltensforscher
- Spalding, Esperanza (* 1984), US-amerikanische Jazzmusikerin und Grammy-PreisträgerinEsperanza Spalding (* 1984)

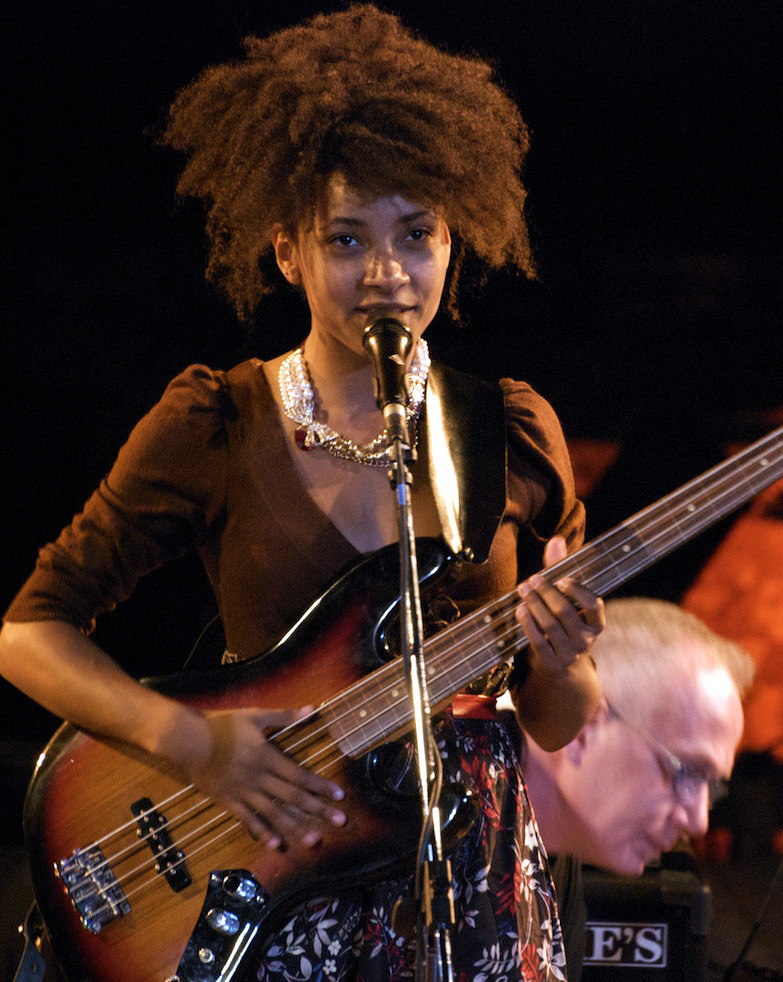
Esperanza Spalding (* 1984)

- Spalding, Georg Ludwig (1762–1811), deutscher Philologe
- Spalding, George (1836–1915), US-amerikanischer Politiker
- Spalding, Johann Joachim (1714–1804), deutscher protestantischer Theologe, Kirchenlieddichter, Popularphilosoph und Vertreter der Neologie
- Spalding, John Lancaster (1840–1916), US-amerikanischer Geistlicher und römisch-katholischer Bischof von Peoria
- Spalding, Mark (* 1965), US-amerikanischer Geistlicher, römisch-katholischer Bischof von Nashville
- Spalding, Martin John (1810–1872), römisch-katholischer Geistlicher und Erzbischof von Baltimore
- Spalding, Otto (1863–1945), deutscher Architekt und Baubeamter
- Spalding, Phil (1957–2023), britischer Bassist
- Spalding, Richard von (1871–1913), deutscher Verwaltungsjurist
- Spalding, Rufus P. (1798–1886), US-amerikanischer Jurist und Politiker
- Spalding, Solomon (1761–1816), US-amerikanischer Autor
- Spalding, Thomas (1774–1851), US-amerikanischer Politiker
- Spalding, Tom, US-amerikanischer Autorennfahrer
- Spale, Sarah (* 1980), Schweizer Schauspielerin
- Spalek, John (1928–2021), US-amerikanischer Germanist
- Spalek, Katharina (* 1976), deutsche Neurolinguistin
- Špalek, Nikolas (* 1997), slowakischer Fußballspieler
- Spaling, Nick (* 1988), kanadischer Eishockeyspieler
- Spalinger, Adolph (1915–2004), Schweizer Schauspieler, Regisseur und Theaterintendant
- Spalinger, Anthony, amerikanischer Ägyptologe
- Spalinger, Jakob (1898–1988), Schweizer Ingenieur, Segelflugzeugkonstrukteur und Flugpionier
- Spalinger, Richard (* 1975), Schweizer Ski-Crosser
- Spalink, Gerwin (* 1971), deutscher Schlagzeuger und Musiker
- Spalirises, indischer König
- Spalke, Andre (* 1982), deutscher Basketballspieler
- Spalke, Gertrud (1890–1962), deutsche Schauspielerin sowie Hörspiel- und Synchronsprecherin
- Špalková, Petra (* 1975), tschechische Schauspielerin
- Spall, Rafe (* 1983), britischer Schauspieler
- Spall, Timothy (* 1957), britischer SchauspielerTimothy Spall (* 1957)

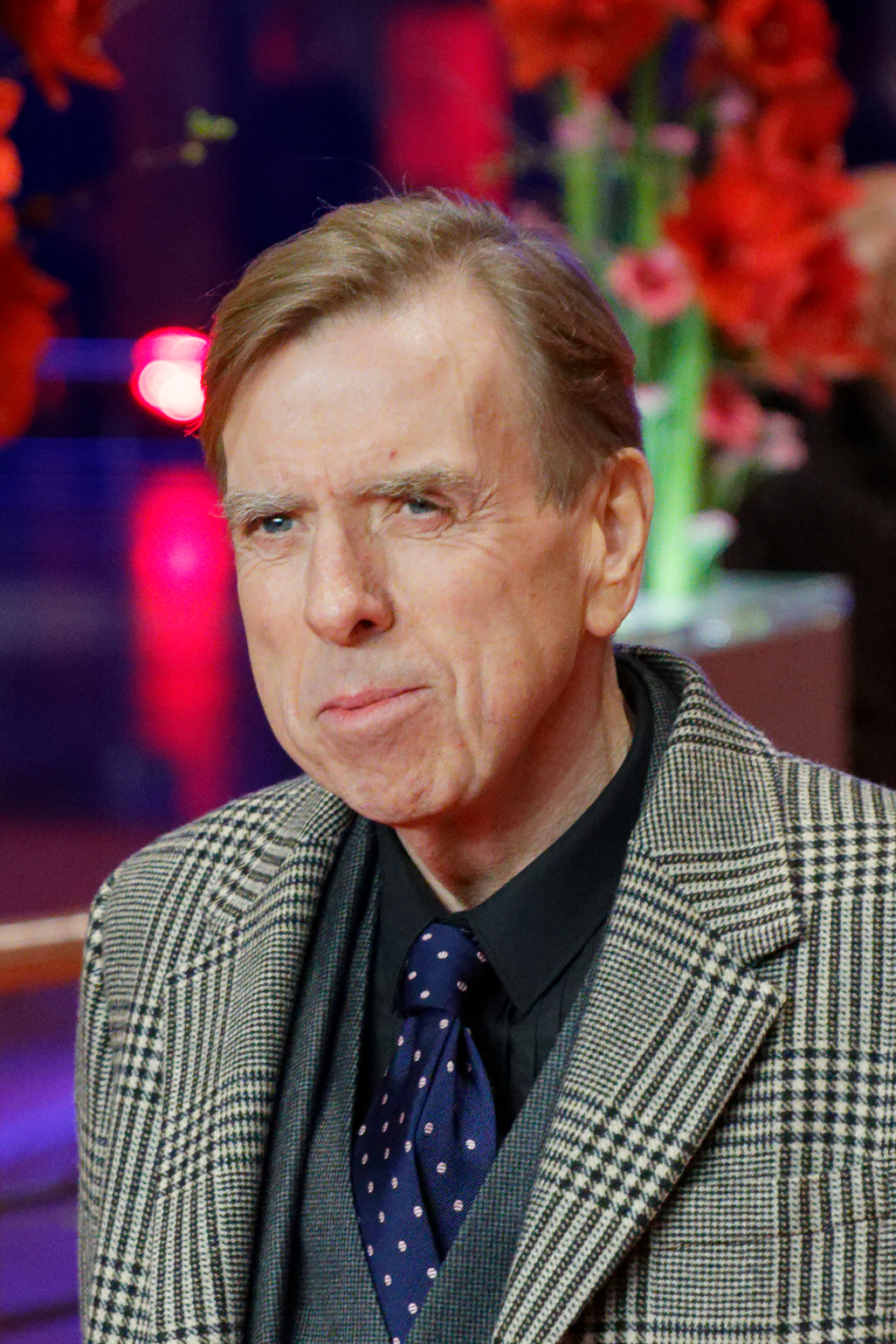
Timothy Spall (* 1957)

- Spallanzani, Lazzaro (1729–1799), italienischer Wissenschaftler
- Spallanzani, Renato (1910–2001), italienischer Geistlicher, katholischer Bischof
- Spallart, Max Georg von (* 1897), österreichischer Theaterkapellmeister und Komponist aus der Familie Neumann-Spallart
- Spallati, Igor (* 1985), italienischer Jazzmusiker
- Spallek, Anne-Monika (* 1968), deutsche Politikerin (Bündnis 90/Die Grünen), MdB
- Spallek, Johannes (* 1948), deutscher Archivar und Kulturreferent
- Spallek, Karlheinz (1934–2022), deutscher Mathematiker und Didaktiker
- Spallek, Max (* 1968), deutscher Radiomoderator
- Spallek, Michael (* 1957), deutscher Arbeitsmediziner
- Spalletta, Niccolò, italienischer Maler
- Spalletti, Ettore (1940–2019), italienischer Maler
- Spalletti, Luciano (* 1959), italienischer FußballtrainerLuciano Spalletti (* 1959)

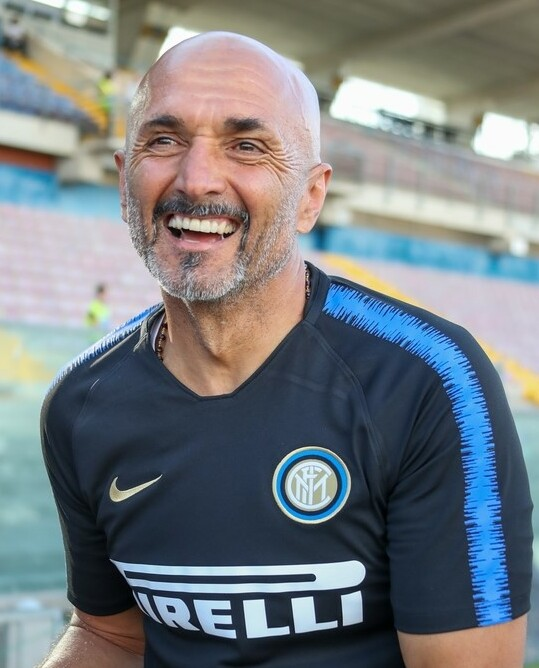
Luciano Spalletti (* 1959)

- Spallino, Antonio (1925–2017), italienischer Fechter, Olympiasieger und Politiker
- Spalowsky, Franz (1875–1938), österreichischer Politiker (CSP), Abgeordneter zum Nationalrat
- Spalt, Bernhard (* 1968), österreichischer Bankmanager
- Spalt, Detlef (* 1952), deutscher Mathematikhistoriker und Philosoph der Mathematik
- Spalt, Johannes (1920–2010), österreichischer Architekt
- Spalt, Lisa (* 1970), österreichische Schriftstellerin
- Spalt, Thomas (* 1985), österreichischer Politiker (FPÖ)
- Spalteholz, Bianca (* 1955), deutsche Fachbuchautorin, Revenue-Spezialistin und Hotel-Beraterin
- Spalteholz, Florian (* 1977), deutscher Segler
- Spalteholz, Heinrich Moritz (1847–1909), sächsischer Generalmajor
- Spalteholz, Werner (1861–1940), deutscher Anatom
- Spalthoff, Franz-Josef (1923–2004), deutscher Manager in der Energiewirtschaft
- Spälti, Nathalia (* 1998), Schweizer Fussballerin
- Spälti, Peter (1930–2010), Schweizer Manager, Handballspieler und Politiker (FDP)
- Spälty, Valeria (* 1983), Schweizer Curlerin
- Spalviņš, Intars (* 1980), lettischer Skilangläufer und Biathlet
- Spalvis, Lukas (* 1994), litauischer Fußballspieler

### Spam
- Spamann, Adrian (1843–1928), deutsch-lothringischer Orgelbauer
- Spamann, Paul (1880–1957), deutscher Automobilrennfahrer
- Spamer, Adolf (1883–1953), deutscher Volkskundler
- Spamer, Friedrich Gustav (1803–1870), Landrat und Kreisrat im Großherzogtum Hessen
- Spamer, Gustav (1871–1946), Präsident der Oberrechnungskammer und des Verwaltungsgerichtshofs des Volksstaats Hessen
- Spamer, Hermann (1830–1905), deutscher Manager in der Montanindustrie
- Spamer, Karl (1842–1892), deutscher Psychiater
- Spamer, Otto (1820–1886), deutscher Buchhändler und Verleger
- Spampani, Carlo († 1785), Architekt, Bildhauer und Steinmetz
- Spampatti, Roberto (* 1965), italienischer Skirennläufer
- Spampinato, Giovanni (1946–1972), italienischer Investigativjournalist
- Spampinato, Stefania (* 1982), italienische SchauspielerinStefania Spampinato (* 1982)

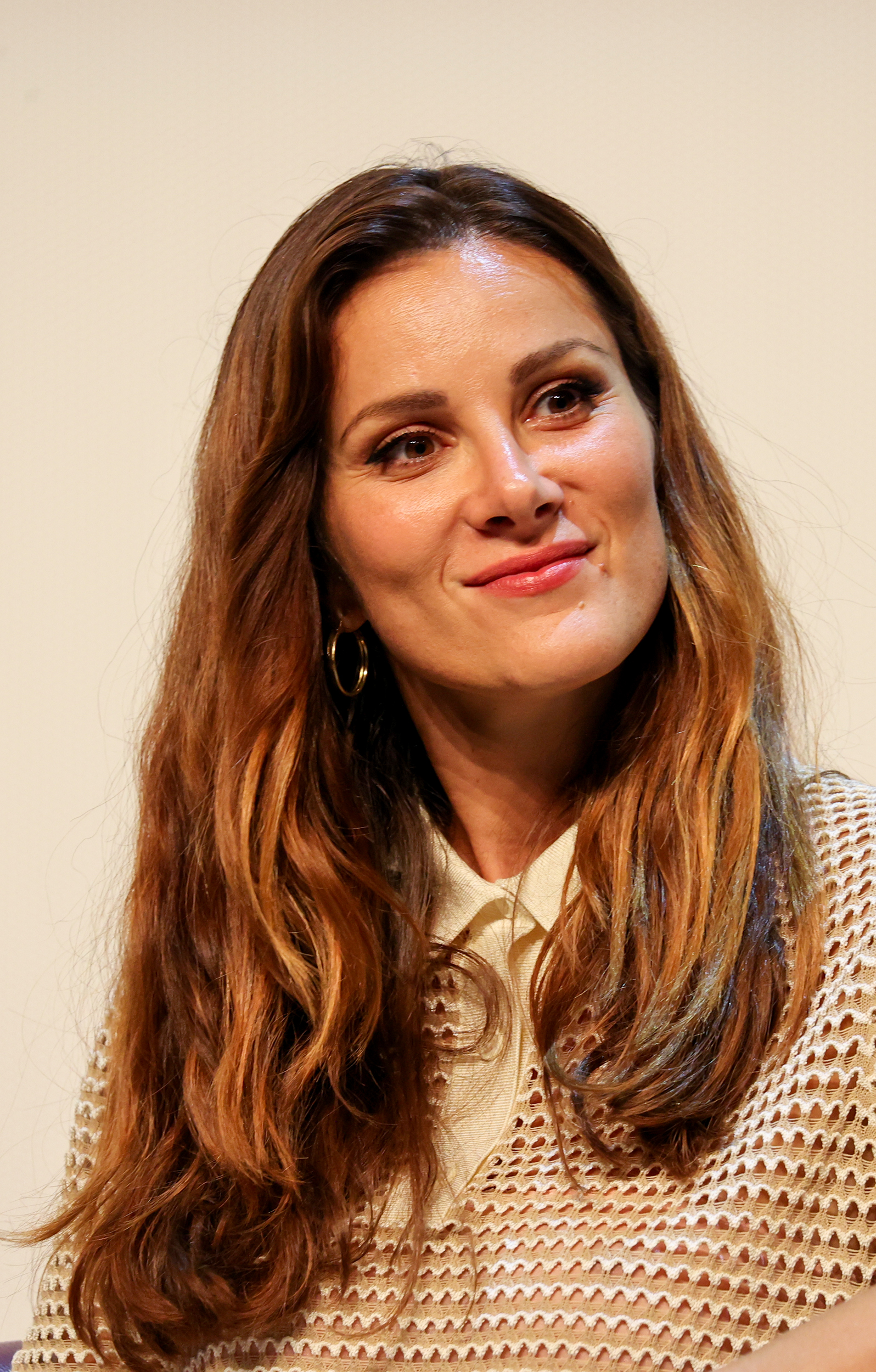
Stefania Spampinato (* 1982)

### Span
- Span, Martin (* 1757), österreichischer Pädagoge und Autor
- Span, Sebastian (1571–1640), deutscher Jurist
- Špan, Slavko (1938–2021), jugoslawischer Leichtathlet
- Spanaki, Ariadni (* 2001), griechische Seglerin
- Spanbauer, Tom (1946–2024), US-amerikanischer Schriftsteller
- Spanberger, Abigail (* 1979), US-amerikanische Politikerin
- Spancken, Heinrich Ludolf (1682–1736), Priester und Abt des Klosters Hardehausen
- Spand, Charlie (* 1905), US-amerikanischer Jazz- und Blues-Pianist und Sänger
- Spandauw, René (* 1958), niederländischer Basketballtrainer
- Spandl, Oskar Peter (1934–2023), deutscher Sachbuchautor und Wissenschaftsjournalist
- Spandöck, Friedrich (1904–1966), deutscher Akustiker
- Spandolf, Olaf (* 1958), deutscher Fußballspieler
- Spandorf, Lily (1914–2000), österreichische Malerin und Schriftstellerin
- Spandre, Luigi (1853–1932), römisch-katholischer Geistlicher
- Spandri, Antonio (1943–2011), italienischer Theologe des Neokatechumenats
- Spanedda, Francesco (1910–2001), italienischer Geistlicher, katholischer Bischof
- Spanehl, Werner (1923–1992), deutscher Gewerkschafter, Journalist und Beamter
- Spang Olsen, Lasse (* 1965), dänischer Stuntman, Filmregisseur, Drehbuchautor und Schauspieler
- Spang, Alfred (1876–1955), deutscher Tierarzt und Politiker (Zentrum)
- Spang, Anne (* 1967), deutsche Biochemikerin/Zellbiologin und Professorin am Biozentrum der Universität Basel, Schweiz
- Spang, Dan (* 1983), italo-amerikanischer Eishockeyspieler
- Spang, Günter (1926–2011), deutscher Schriftsteller
- Spang, Laurette (* 1951), US-amerikanische Schauspielerin
- Spang, Marita (* 1959), deutsche SchriftstellerinMarita Spang (* 1959)

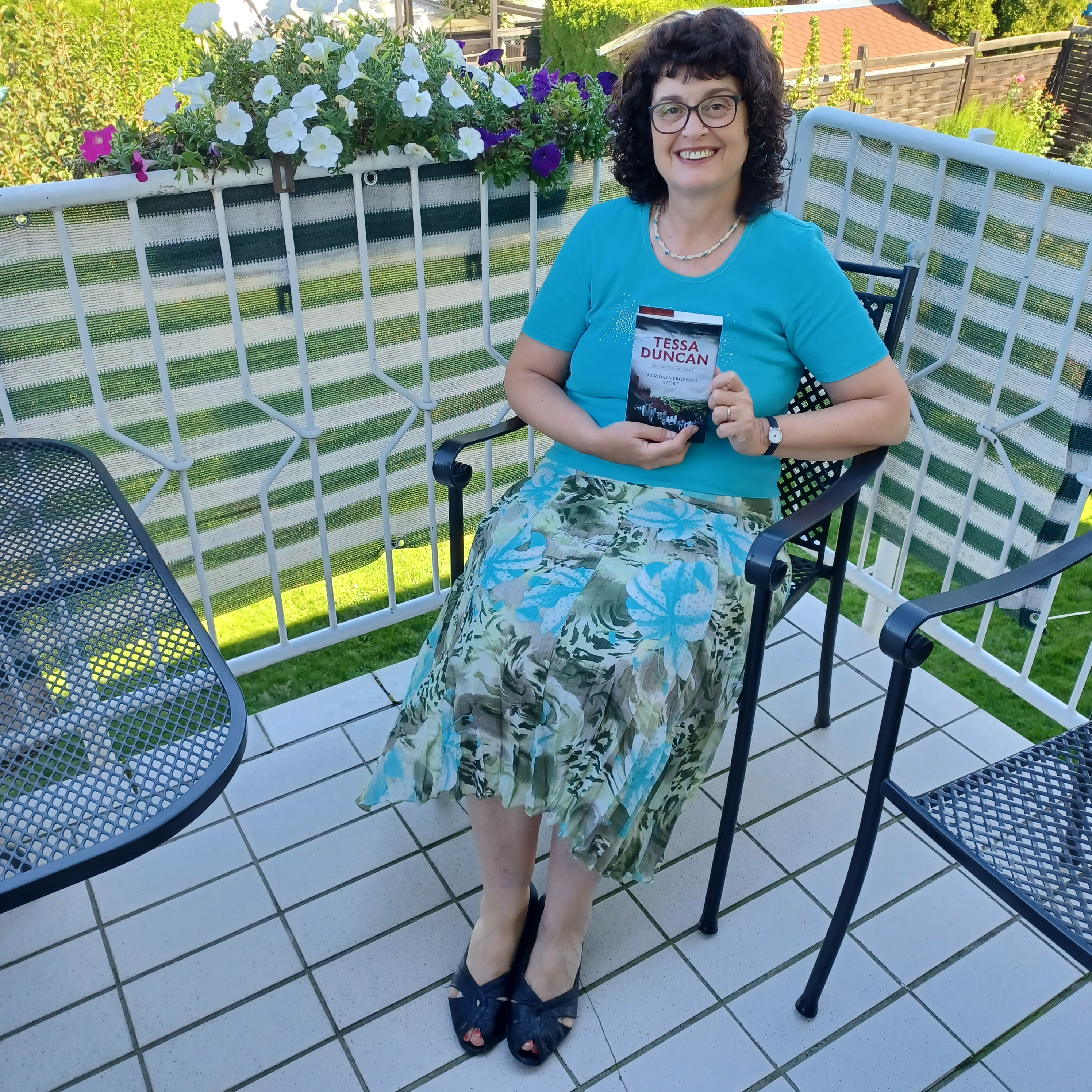
Marita Spang (* 1959)

- Spang, Paul (1922–2009), luxemburgischer Historiker und Archivar
- Spang, Rainer (* 1966), deutscher Bioinformatiker
- Spang, Rolf (* 1953), deutscher Geograph
- Spang, Ron, Filmeditor
- Spang, Rudolf (1913–2017), deutscher Jurist und Diplomat
- Spang, Willibald (1886–1978), deutscher Offizier der Luftwaffe der Wehrmacht im Zweiten Weltkrieg
- Spang-Hanssen, Simon (* 1955), dänischer Jazzsaxophonist
- Spångberg, Arvid (1890–1959), schwedischer Wasserspringer
- Spangberg, Martin (1696–1761), dänischer Entdeckungsreisender in russischen Diensten
- Spångberg, Sune (1930–2012), schwedischer Jazz-Schlagzeuger
- Spangel, Pallas († 1512), Theologieprofessor, mehrfacher Rektor der Universität Heidelberg, kurpfälzischer Vizekanzler
- Spangemacher, Heinz (1885–1958), deutscher Lehrer und Politiker (NSDAP), MdR
- Spången, Bengt Gabriel von (1728–1802), schwedischer Adeliger und Oberst der Artillerie
- Spangenberg, Alfred (1897–1947), deutscher Politiker (NSDAP), MdR
- Spangenberg, Anton Jacob (1796–1882), Landbaumeister in Eschwege
- Spangenberg, August Gottlieb (1704–1792), evangelischer Missionar, Bischof, zweiter Stifter der Evangelischen Brüderunität und Nachfolger von Zinzendorf
- Spangenberg, Bernhard (1891–1949), deutscher Politiker (CDU), stellv. sächsischer Finanzminister
- Spangenberg, Berthold (1916–1986), deutscher Verleger
- Spangenberg, Christa (1928–2003), deutsche Verlegerin
- Spangenberg, Christian Philipp († 1778), deutscher Münzbeamter
- Spangenberg, Christoph (1590–1648), deutscher Kaufmann, herzoglich braunschweig-lüneburgischer Hofkammerfaktor, Ratsherr und Bürgermeister von Hann. Münden
- Spangenberg, Cyriacus (1528–1604), Theologe, PfarrerCyriacus Spangenberg (1528–1604)

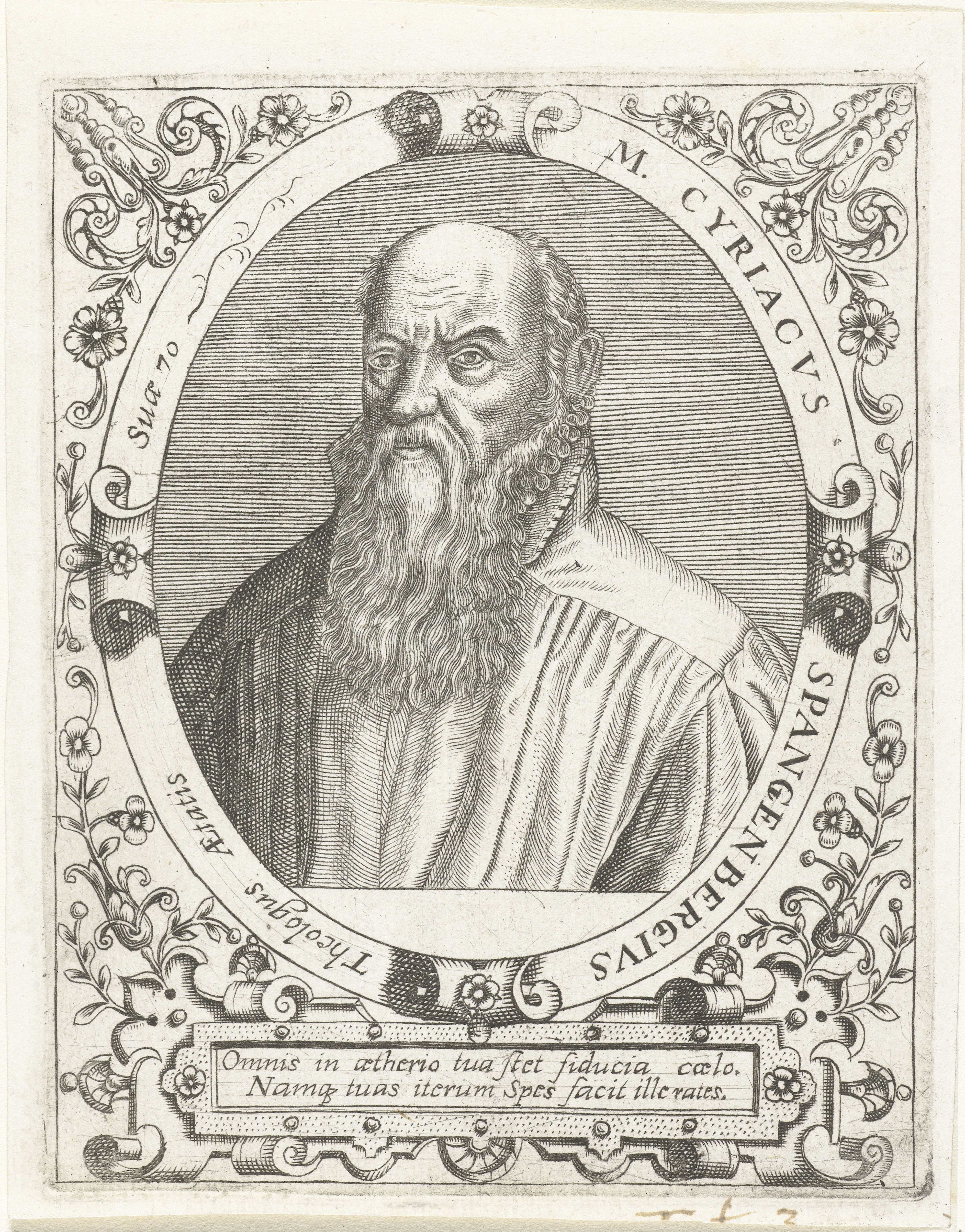
Cyriacus Spangenberg (1528–1604)

- Spangenberg, Detlev (* 1944), deutscher Politiker (AfD), MdB
- Spangenberg, Dietrich (1922–1990), deutscher Politiker (SPD)
- Spangenberg, Eduard Otto (1813–1886), deutscher Verwaltungsbeamter, Abgeordneter und Landrat
- Spangenberg, Ernst August (1689–1784), deutscher Jurist, Bürgermeister der Stadt Göttingen
- Spangenberg, Ernst Peter Johann (1784–1833), deutscher Jurist
- Spangenberg, Fedor (1816–1888), deutscher Jurist und Instanzrichter
- Spangenberg, Georg (1789–1850), kurhessischer Generalmajor
- Spangenberg, Georg August (1738–1806), deutscher Rechtswissenschaftler und Hochschullehrer
- Spangenberg, Georg August (1779–1837), deutscher Mediziner und Kunstsammler
- Spangenberg, Gerhard (1901–1975), deutscher Theologe
- Spangenberg, Gerhard (* 1940), deutscher Architekt
- Spangenberg, Günter (1938–2016), deutscher Politiker (SPD), MdL
- Spangenberg, Gustav (1828–1891), deutscher Maler
- Spangenberg, Gustav (1884–1972), deutscher Jurist und Oberkirchenratspräsident
- Spangenberg, Hans (1868–1936), deutscher Archivar und Mittelalterhistoriker
- Spangenberg, Hans-Joachim (1932–2017), deutscher Chemiker
- Spangenberg, Heinrich (1879–1936), deutscher Bauingenieur

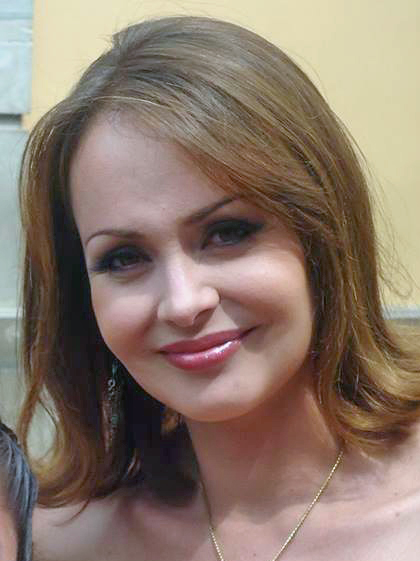
Gabriela Španić (* 1973)

- Spangenberg, Heinrich (1895–1971), deutscher Politiker der CDU
- Spangenberg, Herbert (1907–1984), deutscher Maler der Verschollenen Generation
- Spangenberg, Hugo (* 1975), argentinischer Schachgroßmeister
- Spangenberg, Ilse (1924–2020), deutsche Malerin und Grafikerin
- Spangenberg, Joachim H. (* 1955), deutscher Nachhaltigkeitswissenschaftler
- Spangenberg, Johann (1484–1550), deutscher evangelischer Theologe und Reformator
- Spangenberg, Johann (1521–1597), Kaufmann und Ratsherr der Hansestadt Lübeck
- Spangenberg, Johann Georg († 1849), Generalstabsarzt der hannoverschen Armee
- Spangenberg, Johann Konrad (1711–1783), deutscher Mathematiker, Philosoph, Hochschullehrer und Anhänger eines freimaurerischen Hochgradsystems
- Spangenberg, Johanna (1894–1979), deutsche Politikerin (SPD), MdL
- Spangenberg, Kurt (1889–1957), deutscher Mineraloge und Kristallograph
- Spangenberg, Louis (1824–1893), deutscher Maler
- Spangenberg, Ludwig von (1826–1896), preußischer General der Infanterie
- Spangenberg, Max (1907–1987), deutscher Leiter des Arbeitsbüros der Westkommission des Politbüros des Zentralkomitees der SED in der DDR
- Spangenberg, Paul (1843–1918), Maler, Porträtmaler
- Spangenberg, Peter (1934–2019), deutscher evangelischer Pfarrer und Schriftsteller
- Spangenberg, Peter Ludolph (1740–1794), deutscher Mediziner und Hochschullehrer
- Spangenberg, Rolf (1932–2020), deutscher Tierarzt, Autor und Moderator
- Spangenberg, Volker (* 1955), deutscher baptistischer Theologe
- Spangenberg, Wilhelm (1808–1887), badischer Beamter
- Spangenberg, Wilhelm (1819–1892), deutscher Landwirt und Politiker, MdR
- Spangenberg, Wolfhart (* 1567), Straßburger Dichter
- Spangenberg-Kann, Charlotte (1909–1974), deutsche Funktionärin der KPD und SED
- Spangenberger, Michael (1952–2023), deutscher Wirtschaftsethiker
- Spangler, Bud (1938–2014), US-amerikanischer Jazzmusiker und Musikproduzent
- Spangler, David (1796–1856), US-amerikanischer Politiker
- Spangler, David (* 1945), US-amerikanischer Buchautor und Vortragsredner
- Spängler, Franz Anton (1705–1784), Kaufmann
- Spangler, Jacob (1767–1843), US-amerikanischer Politiker
- Spangler, James Murray (1848–1915), US-amerikanischer Erfinder
- Spängler, Ludwig (1865–1938), österreichischer Techniker und Eisenbahningenieur
- Spangsberg Grønfeldt, Louise (* 1980), dänische Juristin
- Spanheim, Ezechiel (1629–1710), deutscher Staatsmann und Rechtsgelehrter
- Spanheim, Friedrich (1632–1701), deutscher Kirchenhistoriker
- Spanheim, Friedrich, der Ältere (1600–1649), deutscher reformierter Theologe
- Špaňhel, Martin (* 1977), tschechischer Eishockeyspieler
- Späni, Marc (* 1972), Schweizer Schriftsteller
- Späni, Paul (1929–1993), Schweizer Opernsänger (Tenor) und Gesangspädagoge
- Späni, Regula (* 1965), Schweizer Sportmoderatorin und Redaktorin
- Späni, Stefan (* 1966), Schweizer Nordischer Kombinierer und Schulleiter
- Španić, Gabriela (* 1973), venezolanische SchauspielerinGabriela Španić (* 1973)
- Spaniel, Dirk (* 1971), deutscher Politiker (AfD, Werteunion)Dirk Spaniel (* 1971)

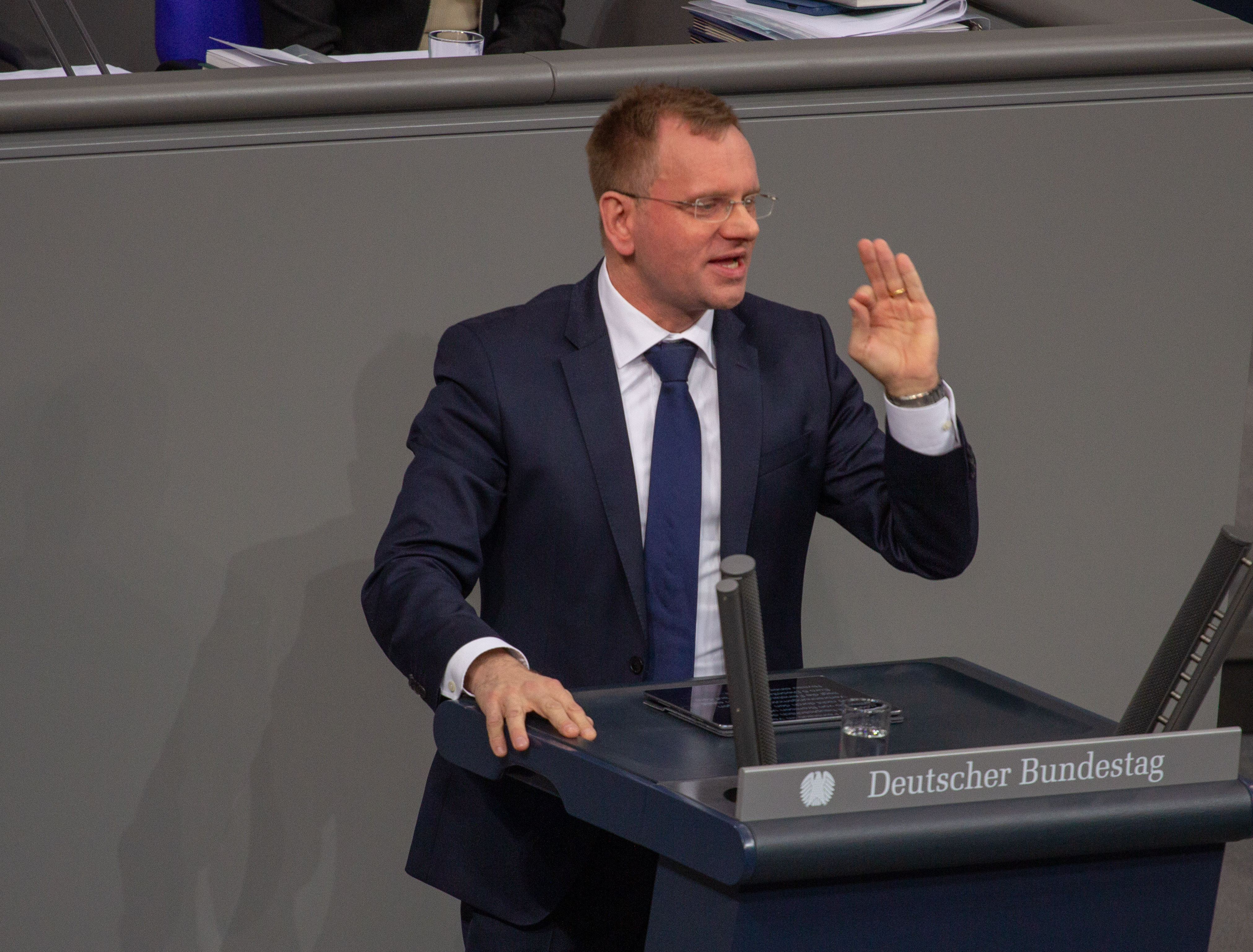
Dirk Spaniel (* 1971)

- Spaniel, Luisa (* 1998), deutsche Schauspielerin im Bereich Film, Fernsehen und Theater
- Španiel, Otakar (1881–1955), tschechischer Bildhauer, Medailleur und Schnitzer
- Spaniel, Thomas (* 1963), deutscher Schriftsteller und Lyriker
- Spanier, Ariane (* 1978), deutsche Grafikdesignerin
- Spanier, Arthur (1889–1944), deutscher Judaist
- Spanier, Ben (1887–1944), deutscher Theaterschauspieler, Hörspielsprecher, Schauspiellehrer, Hörspiel- und Theaterregisseur
- Spanier, Edwin (1921–1996), US-amerikanischer Mathematiker und Hochschullehrer
- Spanier, Elias (1782–1857), jüdischer Kaufmann
- Spanier, Fritz (1902–1967), deutscher Arzt
- Spanier, Herbie (1928–2001), kanadischer Musiker des Modern Jazz (Trompete, Flügelhorn, Piano, Komposition)
- Spanier, Julius (1880–1959), deutscher Arzt
- Spanier, Marc (* 1973), deutscher Fußballspieler
- Spanier, Markus (* 1961), deutscher Ordensgeistlicher, Abt der Benediktinerabtei Marienberg
- Spanier, Meier (1864–1942), deutscher Pädagoge und Germanist
- Spanier, Moritz (1853–1938), deutscher jüdischer Religionspädagoge und Autor
- Spanier, Muggsy (1901–1967), amerikanischer Jazzmusiker
- Spanier, Nathan († 1865), deutscher Kaufmann
- Spanier, Wolfgang (1943–2018), deutscher Politiker (SPD)
- Spanier-Oppermann, Ina (* 1962), deutsche Politikerin (SPD), MdL
- Spanik, Christian (* 1963), österreichischer Moderator, Filmproduzent, Drehbuchautor und Autor
- Španinger, Anton (* 1941), jugoslawischer Radrennfahrer
- Spanio, Angelo (1892–1976), italienischer Politiker, Bürgermeister von Venedig, Präsident der Cini-Stiftung
- Spaniol, Alois (1904–1959), deutscher Nationalsozialist, Gauleiter des Saargebiets und Bürgermeister von Andernach
- Spaniol, Barbara (* 1963), deutsche Politikerin (Die Linke), MdLBarbara Spaniol (* 1963)

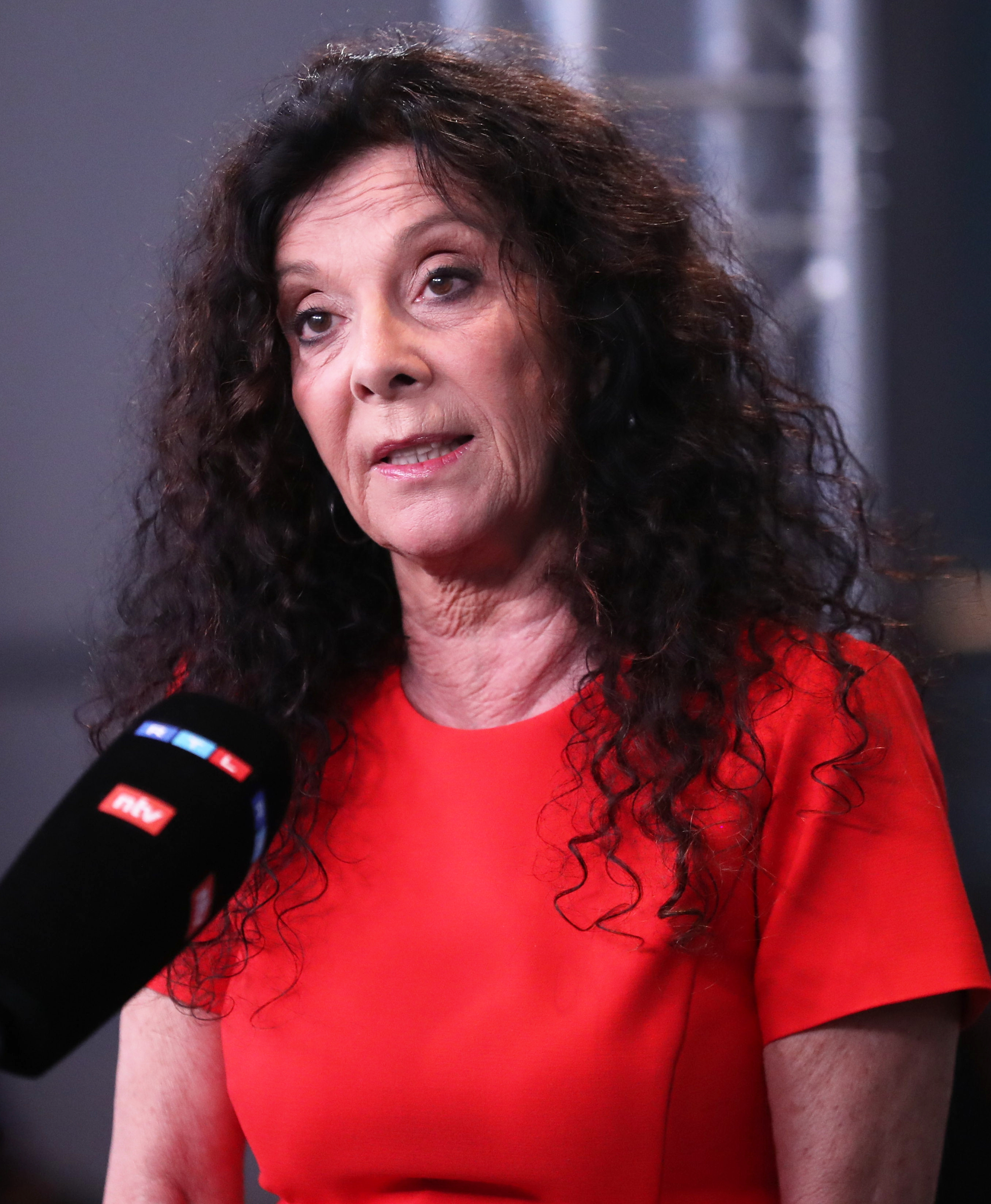
Barbara Spaniol (* 1963)

- Spaniol, Frank (* 1971), deutscher Jazzmusiker (Saxophone, Flöte, Bassklarinette)
- Spaniol, Kurt (* 1954), deutscher Ringer
- Spaniol, Margret (* 1955), deutsche Juristin, Richterin am deutschen Bundesgerichtshof
- Spaniol, Norbert, deutscher Poolbillardspieler
- Spaniol, Otto (1945–2023), deutscher Informatiker und Hochschullehrer
- Spanischer Fälscher, Maler (Notname)
- Spanjaard, Martin (1892–1942), niederländischer Dirigent und Komponist
- Spanjaard, Rosa (1866–1937), niederländische Malerin
- Spanjer, Geerd (1905–1992), deutscher Autor
- Spanjer, Harry (1873–1958), US-amerikanischer Boxer
- Spanjers, Martin (* 1987), US-amerikanischer Schauspieler
- Spank, Hans (1893–1962), deutscher Maler und Grafiker
- Spank, Raúl (* 1988), deutscher HochspringerRaúl Spank (* 1988)

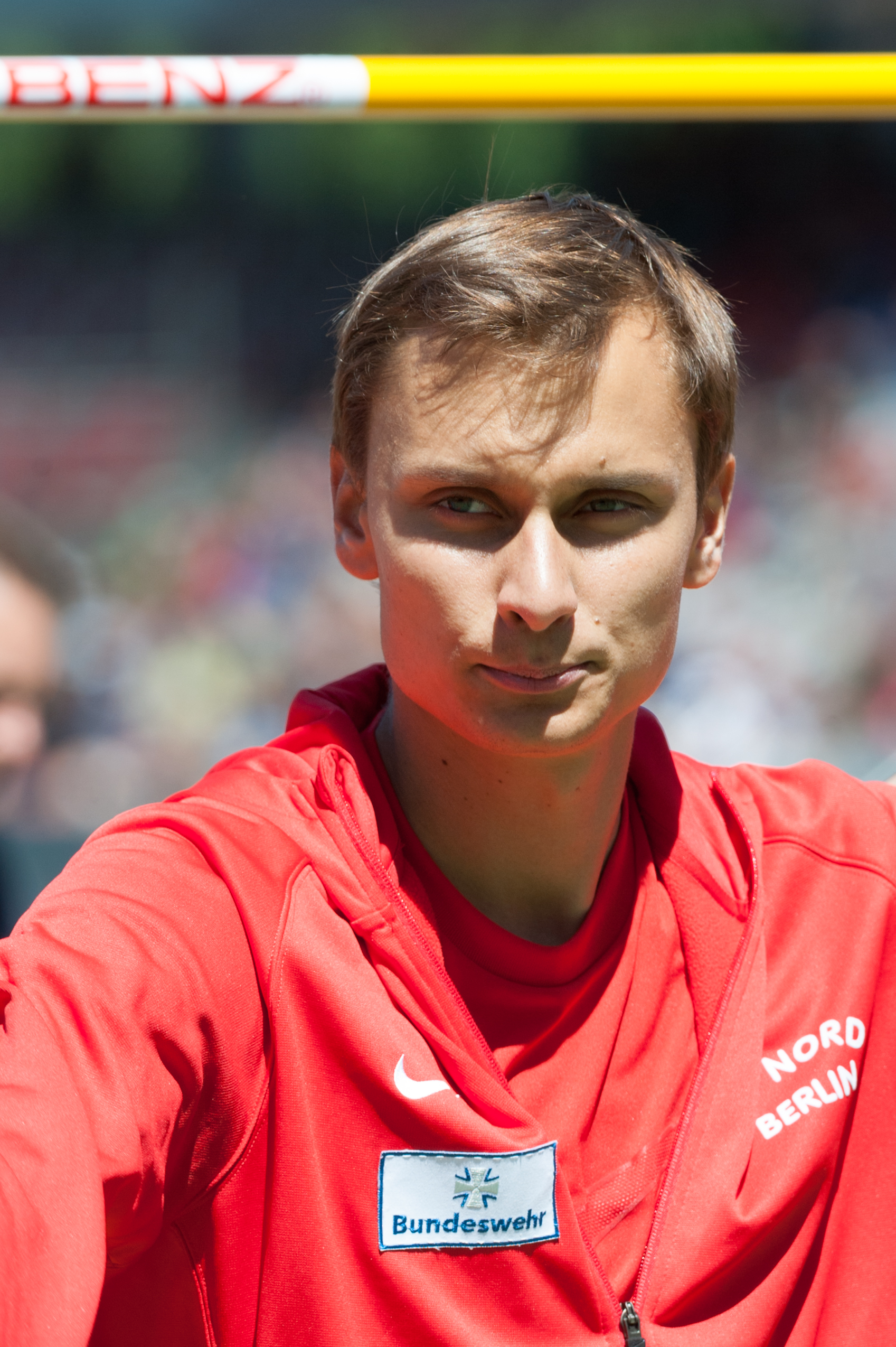
Raúl Spank (* 1988)

- Spanke, Daniel (* 1966), deutscher Kunsthistoriker, Kurator und Museumsdirektor
- Spanke, Hans (1884–1944), deutscher Romanist und Mediävist
- Spanke, Vera (* 1996), deutsche Ruderin
- Spankeren, Eberhard van (1761–1840), deutscher evangelischer Geistlicher
- Spankeren, Friedrich von (1804–1886), preußischer Beamter und Politiker
- Spankeren, Rudolf von (1839–1920), preußischer Generalleutnant
- Spankeren, Rudolf von (1875–1930), preußischer Verwaltungsjurist und Landrat
- Spanknöbel, Heinz (1893–1947), deutscher Immigrant in die USA, Gründer der NS-Organisation Friends of New Germany
- Spankowski, Peter (1945–2018), deutscher Fußballspieler
- Spanlang, Matthias (1887–1940), katholischer Pfarrer
- Spann, Andreas (* 1984), deutscher Fußballspieler
- Spann, Leopold (1908–1945), deutscher Jurist, Gestapobeamter und SS-Führer
- Spann, Les (1932–1989), US-amerikanischer Jazzmusiker (Gitarrist, Flötist und Bandleader)
- Spann, Othmar (1878–1950), österreichischer Nationalökonom, Soziologe und Philosoph
- Spann, Otis (1930–1970), US-amerikanischer Blues-Pianist und -Sänger
- Spann, Pervis (1932–2022), US-amerikanischer Radiomoderator, Konzertveranstalter, Clubeigentümer und Manager
- Spann, Silvio (* 1981), Fußballspieler aus Trinidad und Tobago
- Spann, Werner, deutscher Basketballspieler
- Spann, Wolfgang (1921–2013), deutscher Gerichtsmediziner
- Spann-Rheinsch, Erika (1880–1967), österreichische Dichterin
- Spannagel, Andreas (* 1960), deutscher Jazzmusiker
- Spannagel, Carl (1897–1986), deutscher Komponist, Bratschist und Musikpädagoge
- Spannagel, Christian (* 1976), deutscher Informatiker und HochschullehrerChristian Spannagel (* 1976)

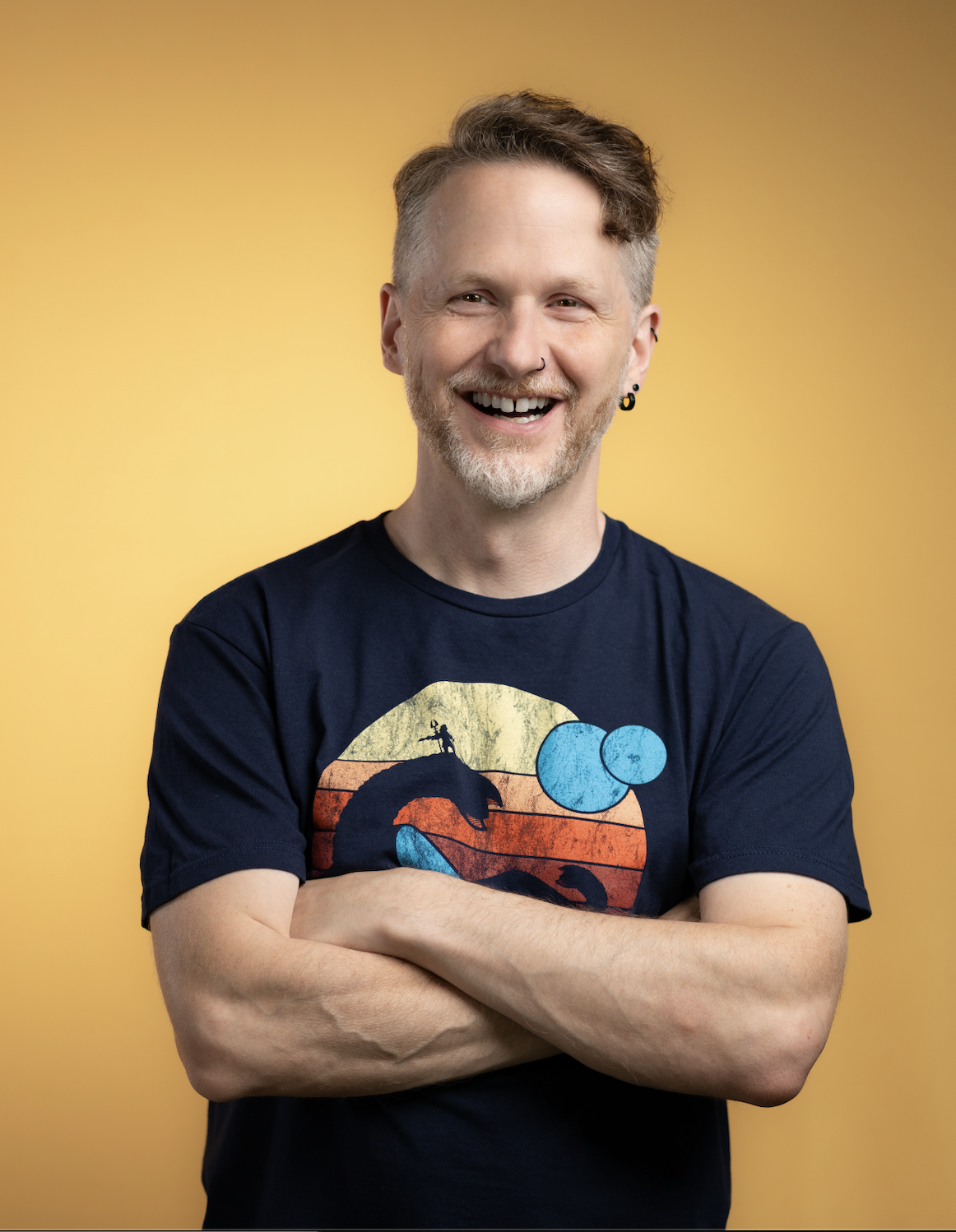
Christian Spannagel (* 1976)

- Spannagel, Fritz (1891–1957), deutscher Architekt, Hochschullehrer und Autor von Fachbüchern
- Spannagel, Hansruedi (* 1944), Schweizer Radrennfahrer
- Spannagel, Karl (1862–1937), deutscher Historiker
- Spannagel, Lars (* 1978), deutscher Journalist
- Spannagel, Mercedes (* 1995), österreichische Schriftstellerin
- Spannagel, Werner (1909–1943), deutscher Boxer
- Spannaus, Hugo (1867–1940), deutscher Theaterschauspieler und Regisseur
- Spannbauer, Christa (* 1963), deutsche Autorin, Rednerin und Filmemacherin
- Spannbauer, Gerhard (* 1964), deutscher Autor
- Spannbrucker, Simon (1848–1914), deutscher römisch-katholischer Geistlicher
- Spanne, Christian (* 1986), norwegischer Handballspieler
- Spanneberg, Torsten (* 1975), deutscher Schwimmer
- Spannenberger, Norbert (* 1969), deutscher Historiker
- Spannenkrebs, Klaus (* 1952), deutscher Fußballspieler
- Spannenkrebs, Walter (1895–1979), deutscher Heeresoffizier, zuletzt Generalmajor im Zweiten Weltkrieg
- Spanner, Hans (1908–1991), österreichischer Steuer- und Verwaltungsrechtler
- Spanner, Helmut (* 1951), deutscher Kinderbuchautor
- Spanner, Johannes (* 1995), österreichischer Schlagersänger
- Spanner, Michael († 1742), Architekt des Barock
- Spanner, Rudolf (1895–1960), deutscher Mediziner am Danziger anatomischen Institut
- Spanneut, Michel (1919–2014), französischer Altkirchenhistoriker
- Spannheimer, Franz Erasmus (1946–2019), deutscher Komponist, Pianist und Organist
- Spanning, Jasper (* 1987), dänischer Kameramann und Fotograf
- Spanning, Søren (1951–2020), dänischer SchauspielerSøren Spanning (1951–2020)

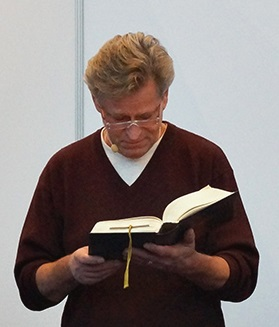
Søren Spanning (1951–2020)

- Spannocchi, Emil (1916–1992), österreichischer General
- Spannocchi, Lelio (1911–1986), österreichischer Landesbeamter und Politiker (ÖVP), Abgeordneter zum Nationalrat
- Spannocchi, Tiburzio (1543–1606), italienischer Architekt und Ingenieur
- Spannoghe, Hilaire (* 1879), belgischer Fußballspieler
- Spannowsky, Willy (* 1958), deutscher Jurist und Hochschullehrer
- Spannring, Hubert (1862–1930), österreichischer Bildhauer und Schulleiter
- Spannring, Louise (1894–1982), österreichische Keramikerin und Unternehmerin
- Spannring, Patrick (* 1990), österreichischer Eishockeyspieler
- Spannring, Peter (* 1941), österreichischer Politiker (SPÖ), Landtagsabgeordneter von Vorarlberg
- Spannuth, Dirk (* 1967), deutscher Fußballspieler
- Spannuth, Fred (1921–2010), deutscher Jazzmusiker (Tenorsaxophon, Klarinette)
- Spannuth, Friedrich (* 1937), deutscher Handballspieler und -trainer
- Spannuth, Ullrich (* 1964), deutscher Offizier, Brigadegeneral des Heeres der Bundeswehr
- Spannuth-Bodenstedt, Ludwig (1880–1930), deutscher Intendant und Bühnenautor
- Spanò Bolani, Domenico (1815–1890), italienischer Politiker und Historiker
- Spano, Gianni (* 1954), Schweizer Rock-Sänger, Komponist und Gitarrist
- Spano, Giovanni (1803–1878), italienischer Kleriker, Archäologe, Historiker, Romanist und Sardologe
- Spano, Joe (* 1946), US-amerikanischer SchauspielerJoe Spano (* 1946)

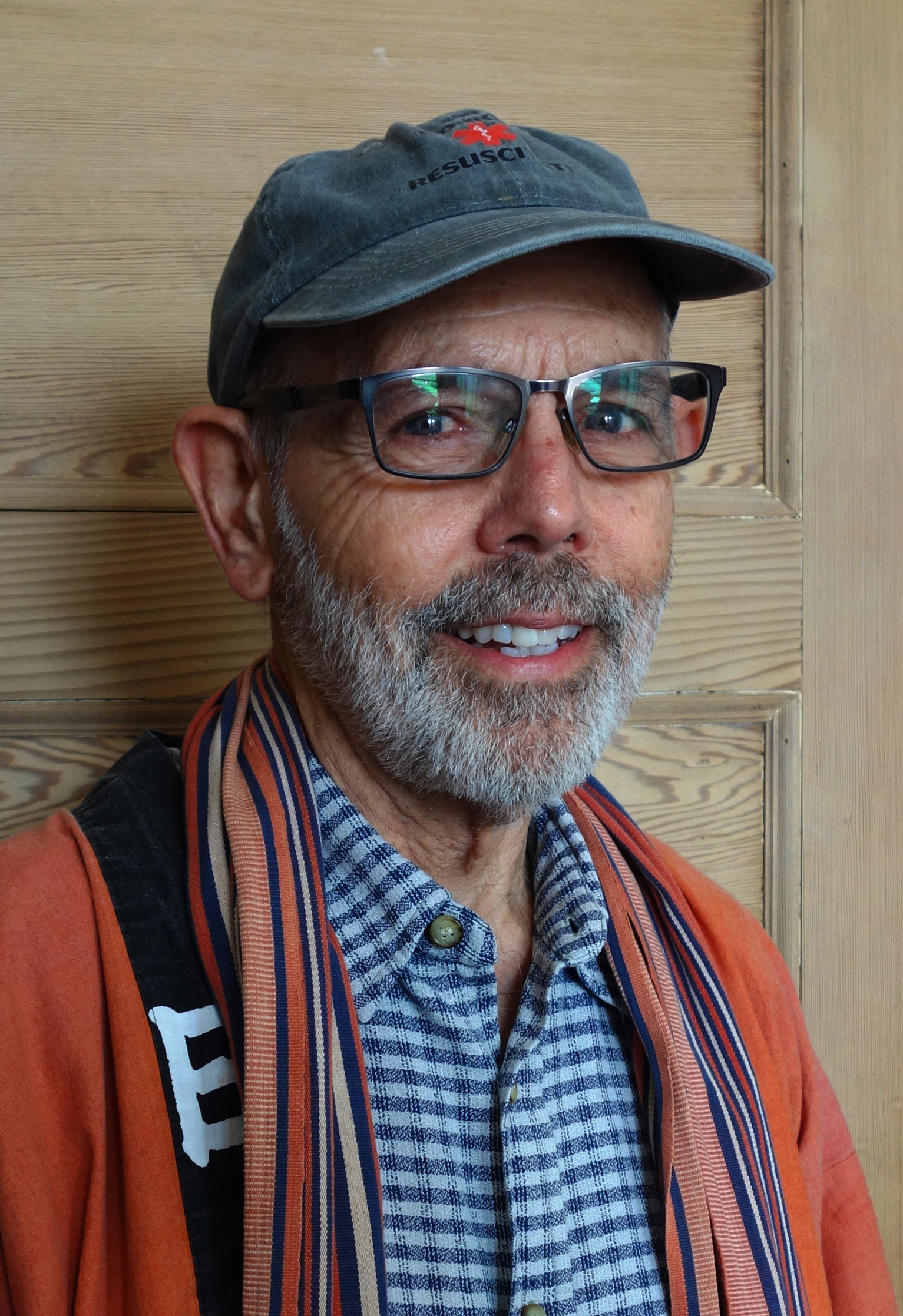
Joe Spano (* 1946)

- Spano, Robert (* 1961), US-amerikanischer Dirigent, Pianist und Komponist
- Spano, Ross (* 1966), US-amerikanischer Politiker
- Spano, Vincent (* 1962), US-amerikanischer Schauspieler
- Spanoghe, Viviane (* 1960), belgische Cellistin und Musikpädagogin
- Spanos, Alex (1923–2018), US-amerikanischer Unternehmer
- Spanos, Pol D. (* 1950), US-amerikanischer Ingenieur
- Spanoudaki-Chatziriga, Rafaela (* 1994), griechische Sprinterin
- Spanoudi, Sofia (1878–1952), griechische Pianistin, Musikpädagogin, -kritikerin und -wissenschaftlerin
- Spanoulis, Vasilios (* 1982), griechischer Basketballspieler
- Španović, Ivana (* 1990), serbische LeichtathletinIvana Španović (* 1990)

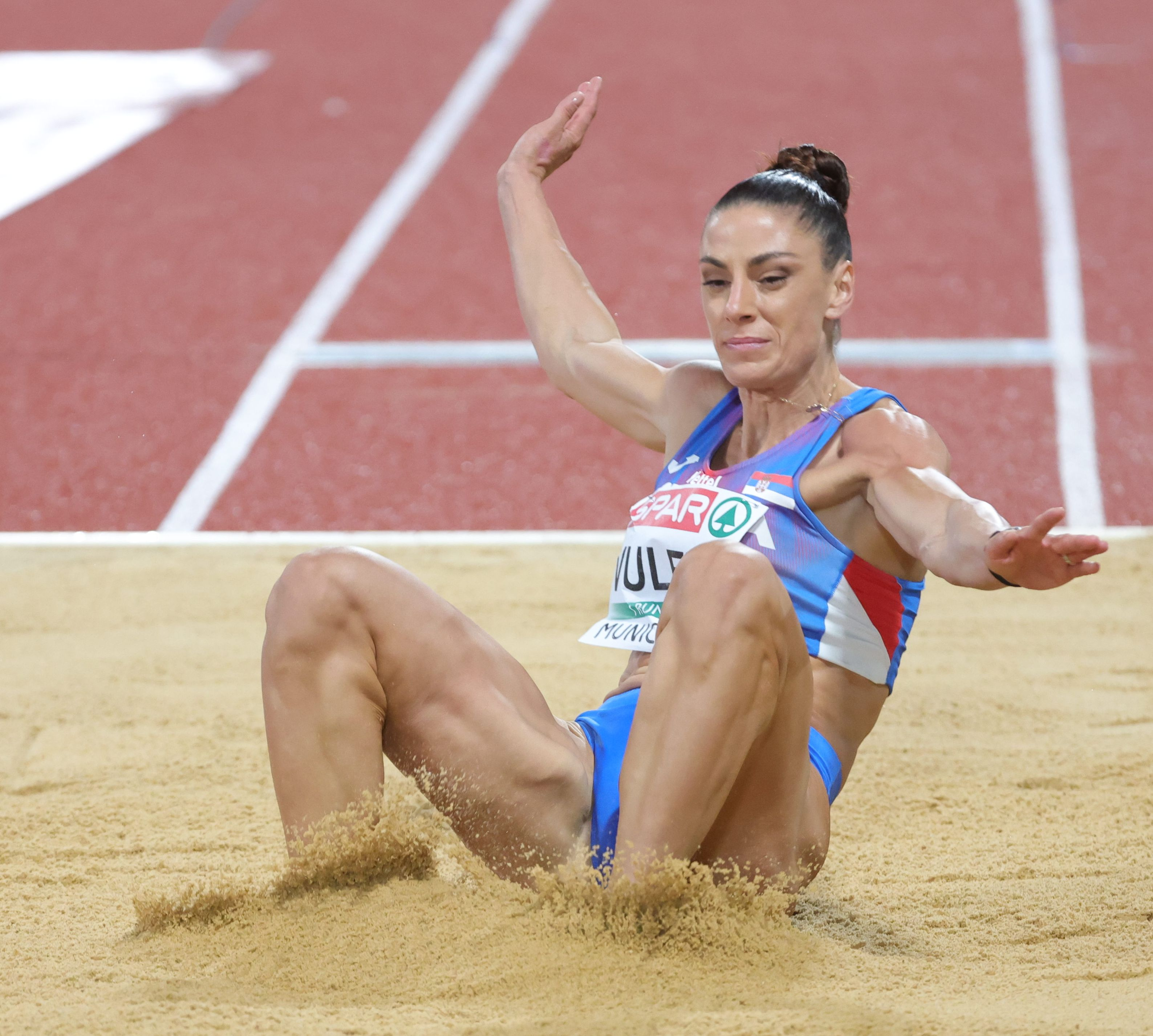
Ivana Španović (* 1990)

- Spanring, Andreas (* 1978), österreichischer Politiker (FPÖ), Mitglied des Bundesrates
- Španring, Mark (* 2001), slowenischer Fußballspieler
- Spanring, Martin (* 1969), deutscher Fußballspieler
- Spanring, Wolfgang (* 1980), österreichischer Fußballspieler
- Spantig, Clemens (1941–2014), deutscher Politiker (DBD, CDU), MdL
- Spanuth, Anton, Kurfürstlich Braunschweig-Lüneburgischer Gartenmeister, Pomeranzen- und Orangerie-Gärtner
- Spanuth, Bärbel (* 1941), deutsche Schauspielerin und Tänzerin
- Spanuth, Heinrich (1873–1958), deutscher Religionspädagoge und Historiker
- Spanuth, Johannes (1874–1950), deutscher lutherischer Theologe
- Spanuth, Jürgen (1907–1998), deutscher Pastor und Atlantisforscher
- Spanuth, Ron (* 1980), deutscher Skilangläufer
- Spányi, Antal (* 1950), ungarischer Geistlicher und römisch-katholischer Bischof von Székesfehérvár
- Spányi, Béla (1852–1914), ungarischer Landschaftsmaler
- Spányi, Emil (* 1968), ungarischer Jazzmusiker (Piano, Komposition)
- Spányi, Miklós (* 1962), ungarischer Organist und Cembalist
- Spányik von Dömeháza, Adalbert (1858–1930), letzter Flügeladjutant von Kaiser Franz Joseph
- Spányik, Kornel (1858–1943), ungarischer Maler
- Spanzotti, Giovanni Martino, italienischer Maler

### Spar
- Spar, Fatima (* 1977), österreichische Jazzmusikerin
- Spara, Paige (* 1989), US-amerikanische SchauspielerinPaige Spara (* 1989)

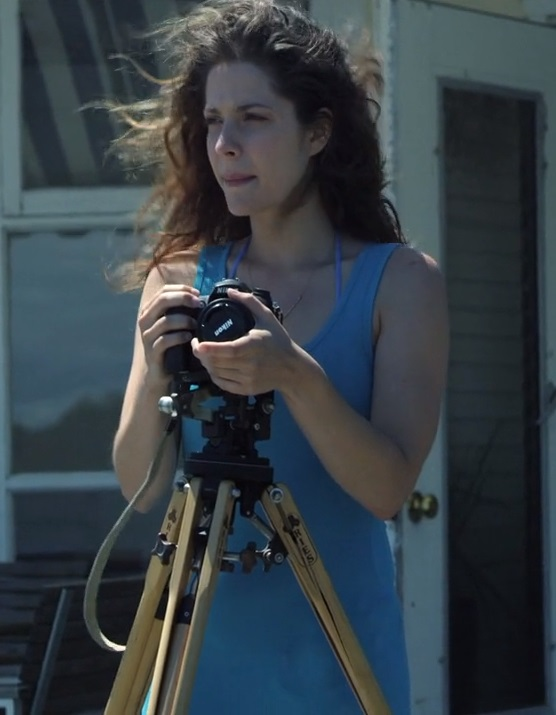
Paige Spara (* 1989)

- Sparagna, Stéphane (* 1995), französischer Fußballspieler
- Sparber, Anselm (1883–1969), italienischer Kleriker und Theologieprofessor
- Sparber, Michael (* 1980), italienischer Eishockeyspieler
- Sparboe, Kirsti (* 1946), norwegische Schlagersängerin und Schauspielerin
- Spärck Jones, Karen (1935–2007), britische Informatikerin
- Spärck, Ragnar (1896–1965), dänischer Zoologe und Hochschullehrer
- Spare, Austin Osman (1886–1956), britischer Grafiker, Maler und MagierAustin Osman Spare (1886–1956)

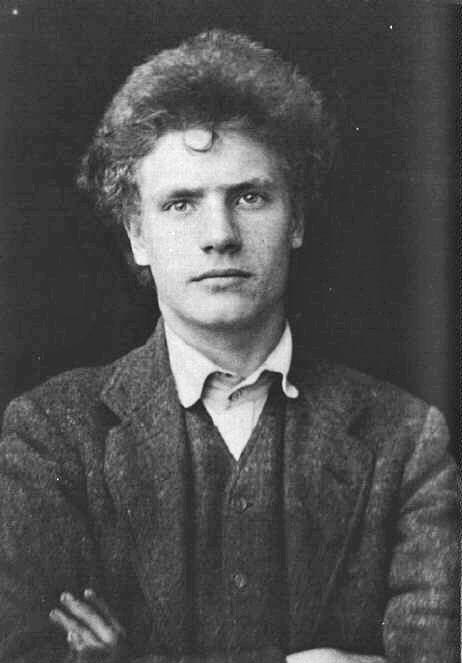
Austin Osman Spare (1886–1956)

- Sparenberg, Arnold († 1417), Ratsherr der Hansestadt Lübeck
- Sparenberg, René (1918–2013), niederländischer Hockeyspieler
- Sparer, Max (1886–1968), italienischer Künstler (Südtirol)
- Sparfel, Aubin (* 2006), französischer Radrennfahrer
- Spari, Simon (* 2002), österreichischer Fußballspieler
- Spari, Vincent (* 2004), österreichischer Fußballspieler
- Spariat, Léon (1861–1936), französischer römisch-katholischer Geistlicher und Dichter okzitanischer Sprache
- Sparidaans, Jeffrey (* 1993), niederländischer Dartspieler
- Sparing, Frank (* 1963), deutscher Geschichtswissenschaftler und Autor
- Sparing, Günter (1924–2009), deutscher Fußballschiedsrichter
- Sparing, Rudolf (1904–1955), deutscher Journalist, Chefredakteur von Das Reich
- Spārītis, Ojārs (* 1955), lettischer Kunsthistoriker und Hochschullehrer
- Spark, Euan (* 1996), schottischer Fußballspieler
- Spark, John, englischer Politiker, Mitglied des House of Commons
- Spark, Lisa (* 2000), deutsche Biathletin
- Spark, Muriel (1918–2006), britische Schriftstellerin
- Sparke, Philip (* 1951), englischer Komponist
- Sparkes, Lindsay (* 1950), kanadische Curlerin
- Sparkman, John (1899–1985), US-amerikanischer konservativer Politiker, Abgeordneter im Repräsentantenhaus und Mitglied im Senat
- Sparkman, Stephen M. (1849–1929), US-amerikanischer Politiker
- SparkofPhoenix, deutscher Let’s Player
- Sparks, Aaron (1906–1935), amerikanischer Bluesmusiker (Piano)
- Sparks, Allister (1933–2016), südafrikanischer Journalist und Sachbuchautor
- Sparks, Barry (* 1968), US-amerikanischer Musiker
- Sparks, Bobby (* 1973), amerikanischer Fusionmusiker (Keyboards, Komposition)
- Sparks, Charles I. (1872–1937), US-amerikanischer Politiker
- Sparks, Chauncey (1884–1968), US-amerikanischer Politiker
- Sparks, Dana (* 1961), US-amerikanische Filmschauspielerin und Fotomodell
- Sparks, Garret (* 1993), US-amerikanischer Eishockeytorwart
- Sparks, Hal (* 1969), US-amerikanischer Schauspieler, Komiker und Sänger
- Sparks, Jared (1789–1866), US-amerikanischer Geschichtsschreiber
- Sparks, John (1843–1908), US-amerikanischer Rinderzüchter und Gouverneur Nevadas
- Sparks, John H. (* 1939), britischer Zoologe, Fernsehproduzent und Autor
- Sparks, John S. (* 1963), US-amerikanischer Ichthyologe
- Sparks, Jordin (* 1989), US-amerikanische Sängerin
- Sparks, Kerrelyn (* 1955), US-amerikanische Schriftstellerin
- Sparks, Melvin (1946–2011), US-amerikanischer Jazz-Gitarrist
- Sparks, Morgan (1916–2008), US-amerikanischer Wissenschaftler
- Sparks, Ned (1883–1957), kanadischer Schauspieler
- Sparks, Nicholas (* 1965), US-amerikanischer SchriftstellerNicholas Sparks (* 1965)

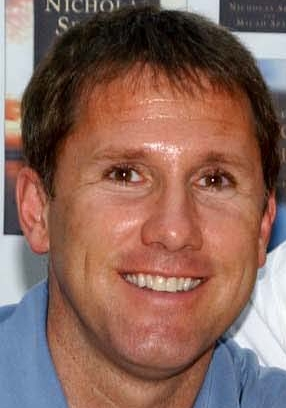
Nicholas Sparks (* 1965)

- Sparks, Paul (* 1971), US-amerikanischer Schauspieler
- Sparks, Robert Stephen John (* 1949), britischer Vulkanologe
- Sparks, Tim (* 1954), US-amerikanischer Gitarrist
- Sparks, Todd (* 1971), kanadischer Eishockeyspieler
- Sparks, Tommy (* 1986), schwedischer Popsänger
- Sparks, Will, australischer DJ
- Sparks, William A. J. (1828–1904), US-amerikanischer Politiker
- Sparks, William J. (1905–1976), US-amerikanischer Chemiker
- Sparkuhl, Theodor (1894–1946), deutscher Kameramann
- Sparla, Hans (* 1955), niederländischer Jazzmusiker (Posaune, Akkordeon, Arrangement)
- Sparling, John (* 1938), neuseeländischer Cricketspieler
- Sparmann, Andrea (* 1981), deutsche ModeratorinAndrea Sparmann (* 1981)

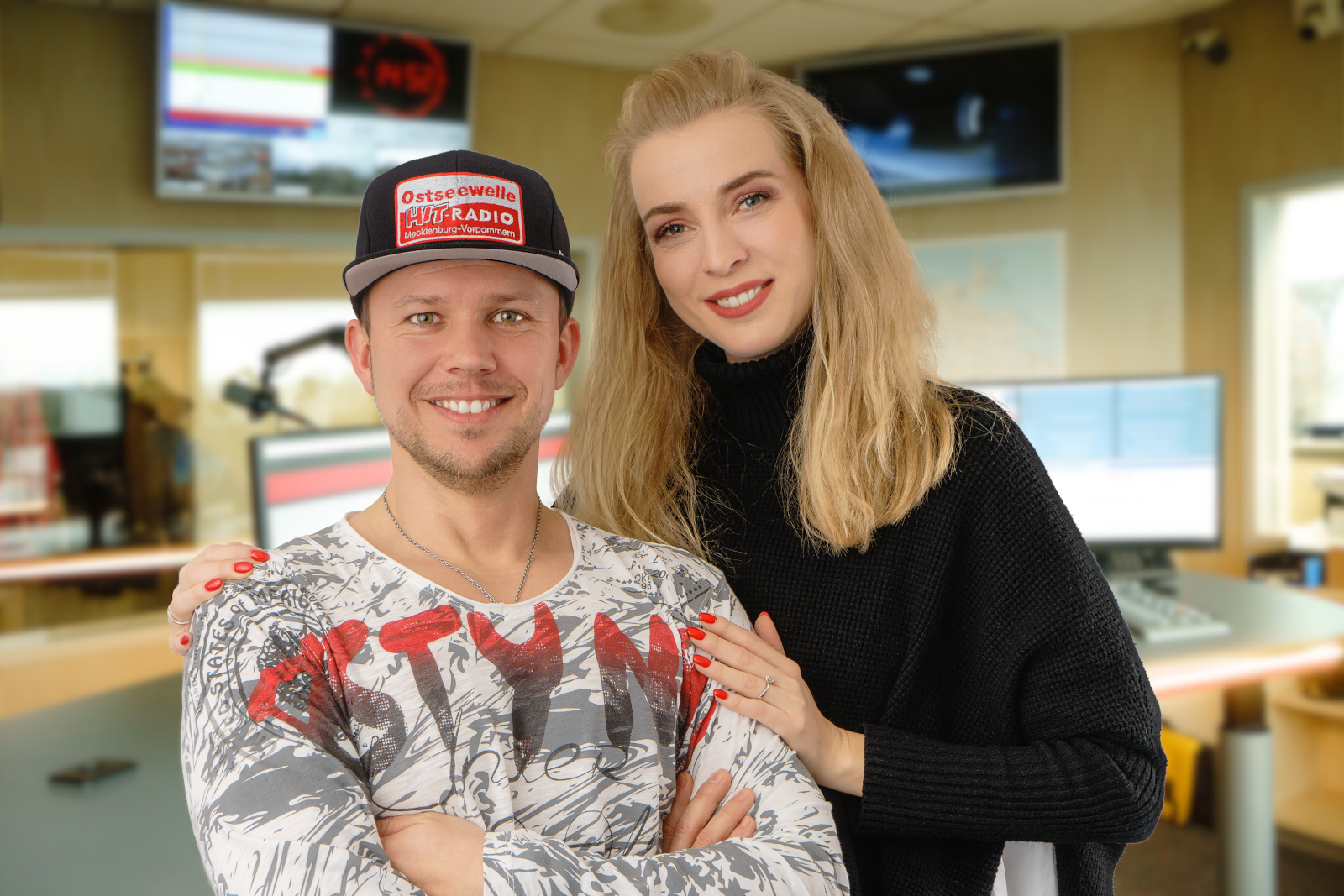
Andrea Sparmann (* 1981)

- Sparmann, Carl Christian (1805–1864), deutscher Landschaftsmaler
- Sparmann, Erich (1907–1974), deutscher SS-Funktionär
- Sparmann, Friedrich (1890–1969), deutscher Lehrer, Heimatforscher und Publizist
- Sparmberg, Gisela (1953–2016), deutsche Politikerin (FDP), MdL Thüringen
- Sparn, Walter (* 1941), deutscher Theologe
- Sparnaay, Harry (1944–2017), niederländischer Bassklarinettist, Komponist und Hochschullehrer
- Sparnaay, Marcus (1923–2015), niederländischer Physiker
- Sparneck, Arnold von († 1407), Domherr von Würzburg und Bamberg
- Sparneck, Friedrich von († 1477), Stifter des Klosters Sparneck
- Sparneck, Hans von, Ritter, Marschall und Hofmeister des Burggrafen Friedrich von Nürnberg, Amtmann von Hof
- Sparneck, Hans von, Ritter, Amtmann in Münchberg, Reichsschultheiß von Nürnberg
- Sparneck, Melchior von († 1536), Domherr von Regensburg, Besitzer der Burg Uprode
- Sparneck, Rüdiger von, Burggraf von Eger
- Sparneck, Thomas von (1554–1610), Ritter
- Sparowitz, Lutz (1940–2019), österreichischer Ingenieur und HochschullehrerLutz Sparowitz (1940–2019)

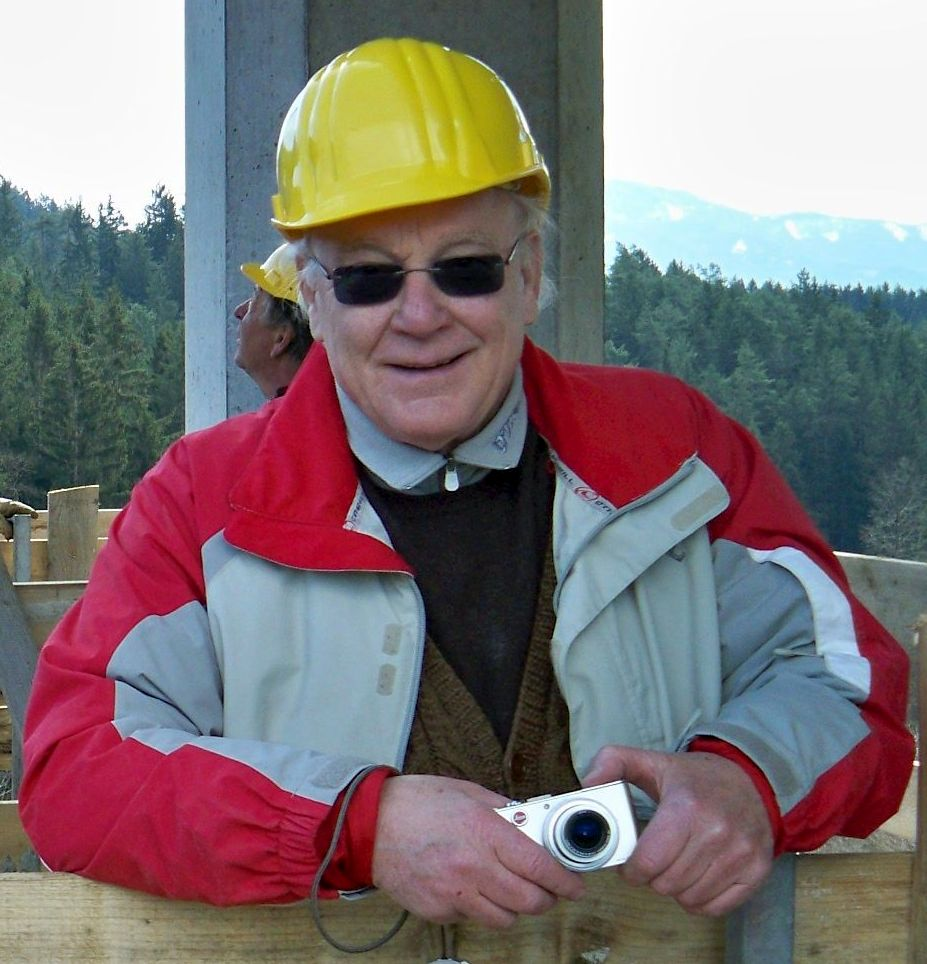
Lutz Sparowitz (1940–2019)

- Sparr von Greiffenberg, Rudolf († 1639), Oberamtmann in Königstein
- Sparr, Gottfried von (1593–1663), Obrist-Wachtmeister im Dreißigjährigen Krieg und Stadtkommandant von Hannover
- Sparr, Joachim († 1571), deutscher Ordensritter (Johanniterorden)
- Sparr, Johann Karl von (1667–1737), Domherr in Münster
- Sparr, Johann Karl von (1693–1783), Domherr in Münster und Kammerherr in Köln
- Sparr, Karl (1860–1932), deutscher Pädagoge und Genossenschafter
- Sparr, Nikolaus von († 1684), Ritter des Deutschen Ordens
- Sparr, Otto Christoph von (1599–1668), erster kurbrandenburgische und preußische Feldmarschall
- Sparr, Robert (1915–1969), US-amerikanischer Filmregisseur, Filmeditor und Drehbuchautor
- Sparr, Thomas (* 1956), deutscher Literaturwissenschaftler
- Sparr, Ulrike (* 1957), deutsche Politikerin (Grüne), MdHB
- Sparre af Sundby, Erik (1665–1726), schwedischer Diplomat, Reichsrat, Feldmarschall und Maler
- Sparre, Anna (1906–1993), schwedische Autorin
- Sparre, Axel (1652–1728), Graf, schwedischer Feldmarschall, General im Großen Nordischen Krieg und Künstler
- Sparre, Carl Axel Ambjörn (1839–1910), schwedischer Porträt-, Genre- und Historienmaler
- Sparre, Celie (* 1987), schwedische Schauspielerin
- Sparre, Claes (1673–1733), schwedischer Admiral
- Sparre, Clas (1898–1948), schwedischer Graf, Militärflieger und Industriemanager
- Sparre, Daniel (* 1984), deutsch-kanadischer Eishockeyspieler
- Sparre, Ebba (1626–1662), schwedische Hofdame
- Sparre, Emma (1851–1913), schwedische Malerin und Dichterin
- Sparre, Jan Jurjewitsch (1891–1962), sowjetischer Gewichtheber
- Sparre, Julius von (* 1783), preußischer Landrat und Gutsbesitzer
- Sparre, Kris (* 1987), deutsch-kanadischer Eishockeyspieler und -trainer
- Sparre, Louis (1863–1964), schwedischer Maler und Fechter
- Sparre, Louis Ernest Gustave de (1802–1866), französischer Graf, Leutnant des 2e régiment de chevau-légers lanciers de la Garde impériale, Vogelillustrator und Hobbyornithologe
- Sparre, Victor (1919–2008), norwegischer Maler
- Sparre, Wilhelmine von (1772–1839), deutsche Briefautorin
- Sparrenberg, Hans von, sächsischer Amtshauptmann
- Sparrenlöv-Fischer, Christian (* 1994), schwedischer Poolbillardspieler
- Sparrentak, Kim van (* 1989), niederländische Umweltwissenschaftlerin und Politikerin (GroenLinks), MdEP
- Sparrer, Georg (1877–1936), deutscher Politiker (DDP), MdR
- Sparrer, Insa (* 1955), deutsche Psychologin und Psychotherapeutin
- Sparrman, Anders (1748–1820), schwedischer Arzt, Botaniker und Ornithologe
- Sparro, Sam (* 1983), australischer Musiker und Sänger
- Sparrok, Lene Cecilia (* 1997), norwegische Schauspielerin
- Sparrow, Edward (1810–1882), amerikanischer Politiker
- Sparrow, Hélène (1891–1970), polnische und französische Bakteriologin und Mikrobiologin
- Sparrow, Mighty (* 1935), grenadischer Musiker, Calypsosänger, Komponist und Gitarrist
- Sparrow, Walter (1927–2000), englischer Schauspieler
- Spars, Eylert (1903–1984), deutscher Maler und Grafiker
- Spars, Guido (* 1966), deutscher Volkswirt, Stadtökonom und Hochschullehrer
- Sparschuh, Jens (* 1955), deutscher Schriftsteller
- Spartacus († 71 v. Chr.), römischer Sklave und Gladiator thrakischer HerkunftSpartacus († 71 v. Chr.)

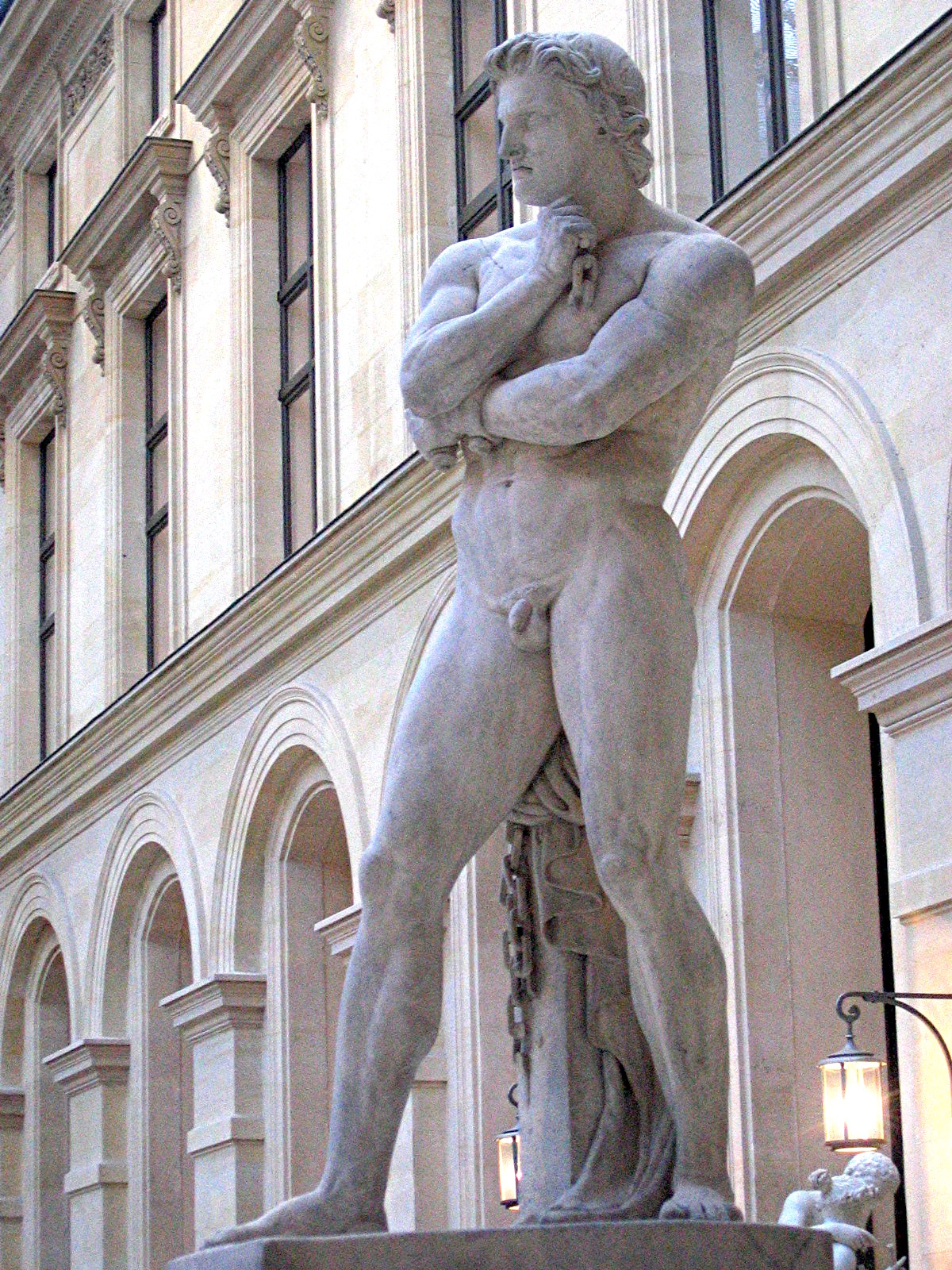
Spartacus († 71 v. Chr.)

- Spartalis, Monique (* 1966), dänische Sängerin
- Sparti, Barbara (1932–2013), amerikanische Tanzhistorikerin und Choreografin
- Spartz, Doug (* 1943), US-amerikanischer Musiker
- Spartz, Victoria (* 1978), US-amerikanische Politikerin
- Sparv, Camilla (* 1943), schwedische Schauspielerin
- Sparv, Tim (* 1987), finnischer Fußballspieler
- Sparwasser, Else (1892–1953), deutsche Schriftstellerin
- Sparwasser, Jürgen (* 1948), deutscher Fußballspieler
- Sparwasser, Klaus (* 1958), deutscher Biologe und Dokumentarfilmer
- Sparwasser, Sabine (* 1957), deutsche DiplomatinSabine Sparwasser (* 1957)

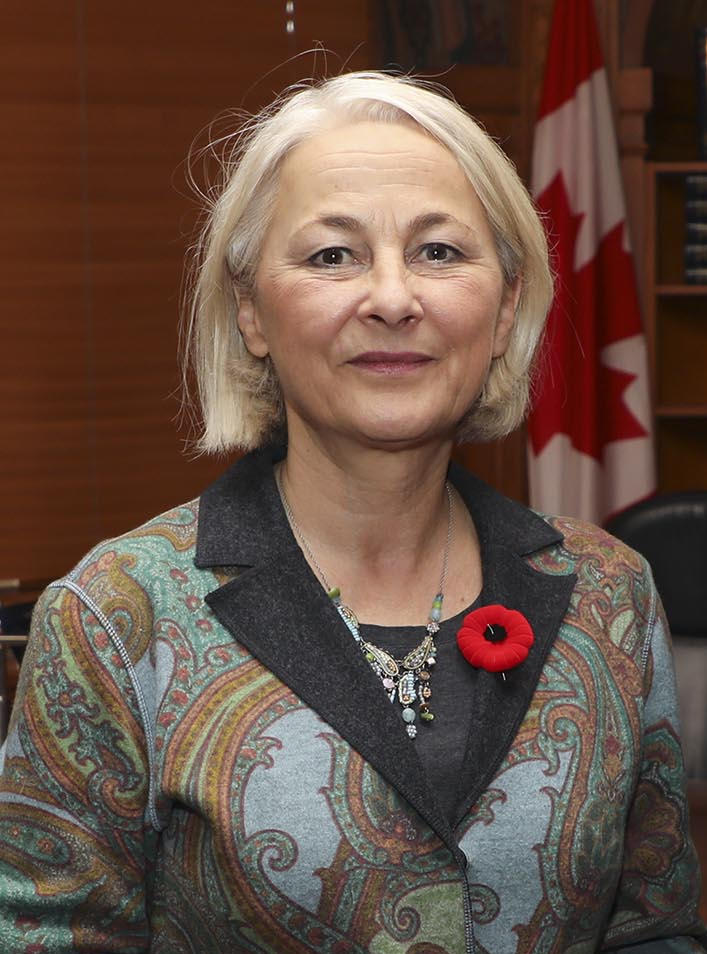
Sabine Sparwasser (* 1957)

- Sparwasser, Tim (* 1969), deutscher Mediziner, Mikrobiologe und Infektionsimmunologe
- Sparwenfeld, Johan Gabriel (1655–1727), schwedischer Philologe, Diplomat und Sammler von historischen Dokumenten
- Sparxx, P. J. (* 1969), US-amerikanische Pornodarstellerin
- Spary, Peter (1940–2025), deutscher Verbandsvertreter

### Spas
- Spash, Clive (* 1962), britischer Ökologischer Ökonom
- Spasić, Dragan (* 1982), serbischer Straßenradrennfahrer
- Spasić, Miloš (* 1998), österreichischer Fußballspieler
- Spasojević, Ilija (* 1987), montenegrinisch-indonesischer Fußballspieler
- Spasojević, Teofilo (1909–1970), jugoslawischer Fußballspieler
- Spasojević, Željko (1973–2014), slowenischer Fußball- und Futsalspieler
- Spasov, Gjorgji (* 1949), nordmazedonischer Diplomat, Dozent und Politiker
- Spasovski, Metodija (* 1946), jugoslawischer Fußballspieler
- Spasovski, Oliver (* 1976), nordmazedonischer Politiker (SDSM), Ministerpräsident
- Spasowicz, Włodzimierz (1829–1906), polnischer Jurist und Literaturwissenschaftler
- Spasse, Sterjo (1914–1989), albanischer Schriftsteller
- Spasskaja, Sofja Gitmanowna (1901–1962), russisch-sowjetische Bildhauerin
- Spasskaja, Weronika Sergejewna (1933–2011), russisch-sowjetische Bildhauerin
- Spasski, Anatoli Grigorjewitsch (1895–1970), russischer Metallurg und Hochschullehrer
- Spasski, Boris Wassiljewitsch (1937–2025), sowjetisch-französischer Schachspieler und SchachweltmeisterBoris Wassiljewitsch Spasski (1937–2025)

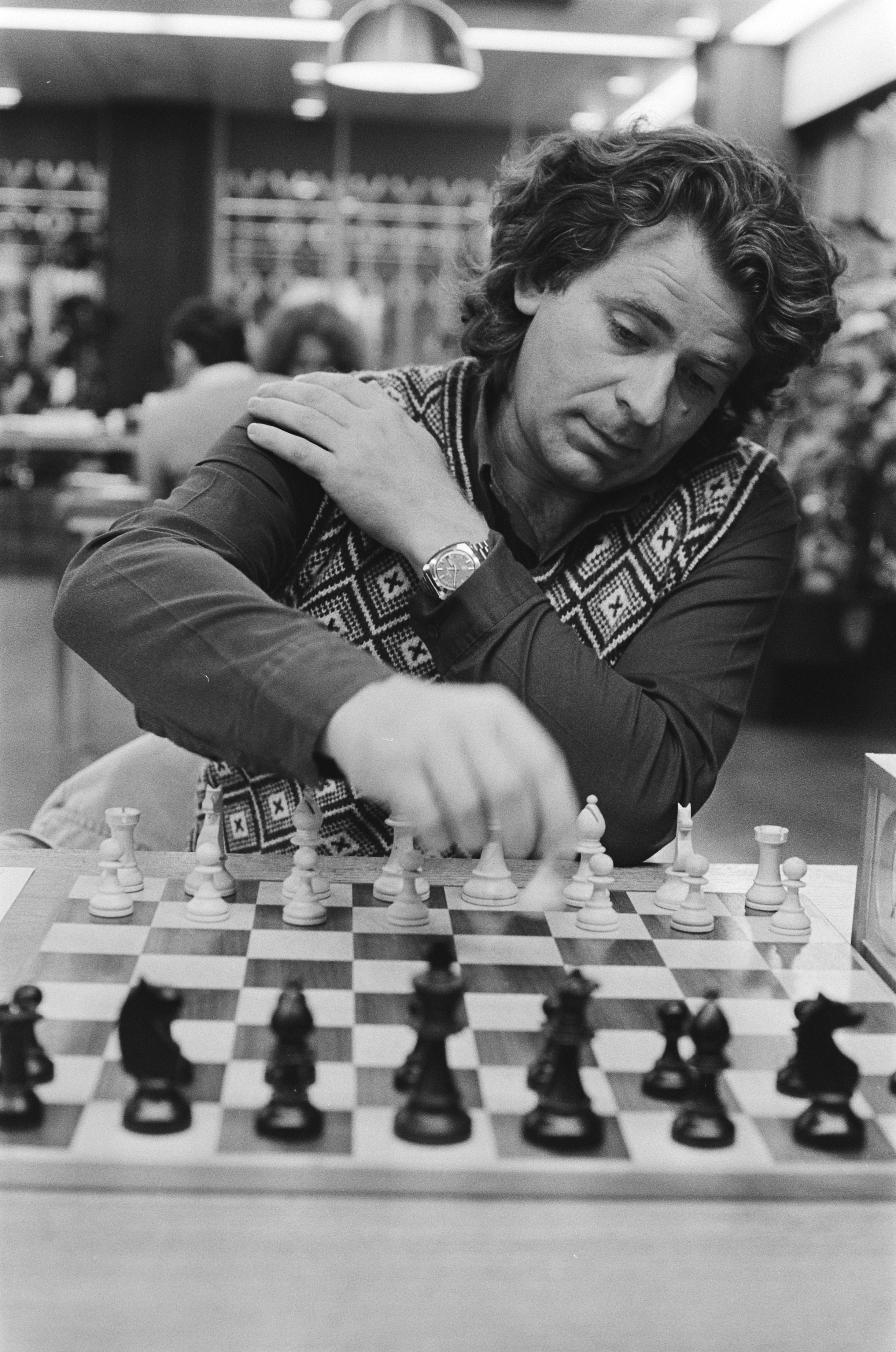
Boris Wassiljewitsch Spasski (1937–2025)

- Spasski, Grigori Iwanowitsch (1783–1864), russischer Regionalhistoriker
- Spassova, Jeanette (* 1962), deutsche Schauspielerin bulgarisch-armenischer Herkunft
- Spassow, Boschidar (* 1949), bulgarischer Komponist, Geiger und Hochschuldozent
- Spassow, Dobrin (1926–2010), bulgarischer Philosoph, Hochschullehrer und Politiker
- Spassow, Ljuben (1943–2023), bulgarischer Großmeister im Schach
- Spassow, Teodosij (* 1961), bulgarischer Jazzmusiker
- Spassow, Wassil (* 1971), bulgarischer Schachspieler
- Spassow, Wiktor (1959–2005), sowjetischer Stabhochspringer
- Spassowa, Beatris (* 2002), bulgarische Tennisspielerin
- Spassowa, Rumjana (* 1989), bulgarische Eiskunstläuferin
- Spassowchodski, Igor Igorewitsch (* 1979), russischer Dreispringer

### Spat
- Spät, Dietrich († 1536), deutscher Adeliger
- Spät, Patrick (* 1982), deutscher Comicszenarist und Buchautor
- Spatafora, Antonio († 1613), italienischer Maler des Manierismus, Architekt und Kartograph auf Sizilien
- Spatafora, Giuseppe († 1572), italienischer Bildhauer
- Spătărelu, Vasile (1938–2005), rumänischer Komponist, Musikwissenschaftler und -pädagoge
- Spataro, Giovanni († 1541), italienischer Musiktheoretiker und Komponist
- Spataro, Giuseppe (1897–1979), italienischer Politiker (PPI, DC), Mitglied der Camera dei deputati
- Spătaru, Cristine (* 1986), rumänische-deutsch-bulgarische Bobsportlerin und Leichtathletin
- Spătaru, Dan (1939–2004), rumänischer Sänger
- Spătaru, Dan (* 1994), moldauisch-rumänischer Fußballspieler
- Spătaru, Doina (* 1948), rumänische Sängerin
- Späte, Alfred (1887–1916), deutscher Bildhauer
- Späte, Alfred (1917–1979), deutscher Steinbildhauer und Steinmetz
- Späte, Bernd, deutscher Regierungsdirektor und Autor
- Späte, Helmut F. (1936–2017), deutscher Psychiater und Hochschullehrer
- Späte, Margarete (* 1958), deutsche Politikerin (CDU), MdB, Bildhauerin
- Späte, Ute (* 1961), deutsche Schachspielerin
- Spate, Virginia (1937–2022), australische Kunsthistorikerin und Hochschullehrerin
- Späte, Wilhelm Otto (1852–1925), deutscher Bildhauer und Steinmetz
- Späte, Wolfgang (1911–1997), deutsches Fliegerass der Luftwaffe im Zweiten Weltkrieg
- Später, Erich (* 1959), deutscher Historiker und Journalist
- Später, Jörg (* 1966), deutscher Historiker
- Später, Walter (1925–2025), deutscher Filmregisseur und Puppenspieler
- Späth, Achim (* 1953), deutscher Jurist und Fußballfunktionär
- Späth, Alban (1898–1972), deutscher Orgelbauer
- Späth, Albert (1866–1948), deutscher Orgelbauer
- Späth, Alois (1825–1876), deutscher Orgelbauer
- Späth, Alois (1887–1967), Landtagsabgeordneter Volksstaat Hessen
- Späth, Andreas (1790–1876), deutscher Komponist
- Späth, Bernd (* 1950), deutscher Schriftsteller
- Späth, David (* 2002), deutscher HandballspielerDavid Späth (* 2002)

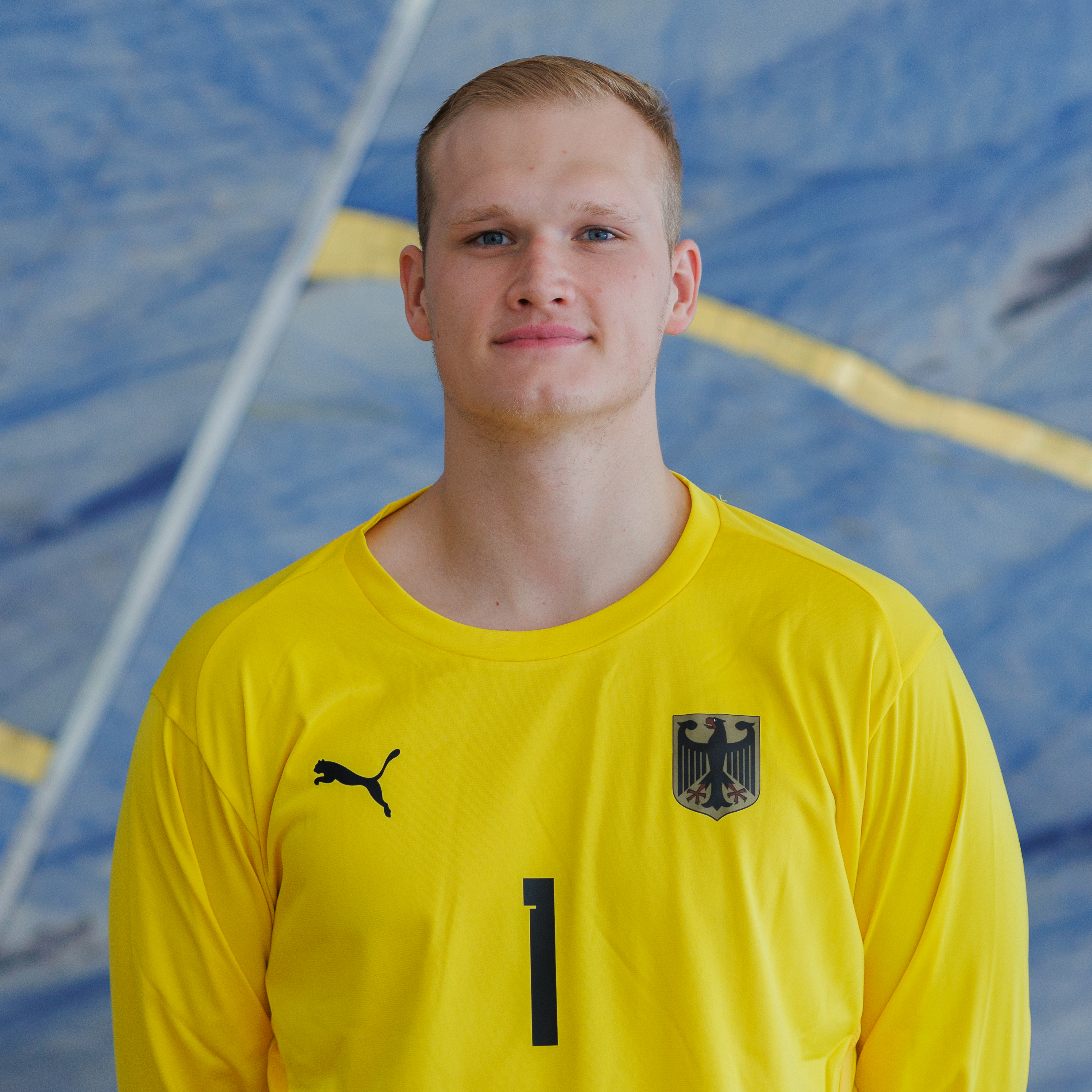
David Späth (* 2002)

- Spath, Dieter (* 1952), deutscher Arbeitswissenschaftler und Leiter des Fraunhofer-Instituts für Arbeitswirtschaft und Organisation
- Späth, Dietmar (* 1963), deutscher Politiker (parteilos), Oberbürgermeister von Baden-Baden
- Späth, Ernst (1886–1946), österreichischer Chemiker
- Späth, Franz (1839–1913), deutscher Unternehmer, Gärtner, Landesökonomierat
- Spath, Franz (1899–1984), österreichischer Chirurg
- Späth, Franz Jakob (1714–1786), deutscher Orgel- und Klavierbauer
- Späth, Franz Xaver Joseph († 1735), deutscher Kupferstecher
- Späth, Friedel (1935–2022), deutscher Fußballspieler
- Späth, Friedrich (1936–2023), deutscher Jurist und Industriemanager
- Späth, Georg (* 1981), deutscher Skispringer und Skisprungfunktionär
- Späth, Gerold (* 1939), Schweizer Schriftsteller
- Spath, Gunther (* 1951), österreichischer Militär, Brigadier des Österreichischen Bundesheeres
- Späth, Hartwig (* 1942), deutscher Orgelbauer
- Späth, Hellmut (1885–1945), deutscher Baumschulenbesitzer
- Späth, Heribert (* 1937), deutscher Unternehmer und Verbandsfunktionär
- Späth, Hermann (1824–1894), deutscher evangelischer Pfarrer
- Späth, Hermann (1867–1917), deutscher Orgelbauer
- Späth, Johann David (1726–1800), deutscher Orgelbauer
- Späth, Johann Jakob (1672–1760), deutscher Orgelbauer
- Späth, Johann Leonhard (1759–1842), deutscher Mathematiker, Physiker und Forstwissenschaftler
- Späth, Johann Wilhelm (1786–1854), deutscher Techniker, Erfinder, Gründer der ersten Nürnberger Maschinenfabrik
- Späth, Joseph (1823–1896), österreichischer Gynäkologe
- Späth, Karl Julius (1838–1919), deutscher Erfinder und Konstrukteur, Uhrmacher
- Spath, Leonard (1882–1957), britischer Paläontologe
- Späth, Lothar (1937–2016), deutscher Politiker (CDU), MdL, Ministerpräsident von Baden-WürttembergLothar Späth (1937–2016)

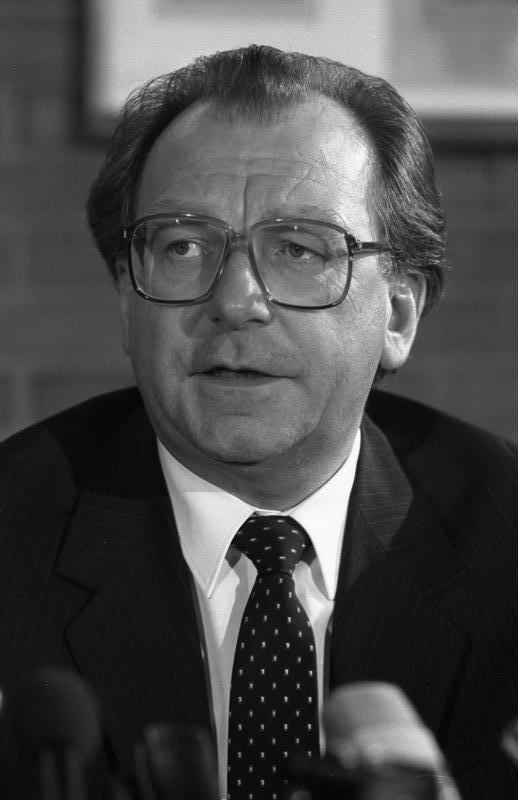
Lothar Späth (1937–2016)

- Späth, Manuel (* 1985), deutscher Handballspieler
- Späth, Markus (* 1969), deutscher Kunsthistoriker
- Spath, Melanie (* 1981), deutsch-irische Radsportlerin
- Späth, Nikos (* 1977), deutscher Journalist
- Späth, Oliver (* 1990), deutscher Faustballspieler
- Späth, Sebastian, deutscher Wirtschaftswissenschaftler
- Späth, Sebastian (* 1991), deutscher Journalist
- Späth, Thilo (* 1987), deutscher Volleyballspieler
- Späth, Thomas (* 1956), Schweizer Althistoriker
- Späth, Tilmann (* 1984), deutscher Orgelbauer
- Späth, Ursula (1937–2022), deutsche Auslandskorrespondentin, Ehefrau von Lothar Späth; Schirmherrin des Landesverbandes Aktion Multiple Sklerose Erkrankter
- Späth, Wilhelm (* 1948), deutscher Botschafter
- Spath, Yvonne (* 1975), deutsche Fernsehmoderatorin, Popsängerin und Tänzerin
- Späth-Schweizer, Gertrud (1908–1990), erste Schweizerin, die in einer politischen Behörde tätig war
- Spathari, Ivo (* 1992), albanischer Tennisspieler
- Späthe, Verena (* 1958), deutsche Politikerin (SPD), MdL
- Spathelf, Karl (* 1887), deutscher Kaufmann
- Spathi, Litsa (* 1958), deutsch-griechische Malerin
- Späti, Christina (* 1971), Schweizer Historikerin
- Spätling, Luchesius (1912–1995), deutscher Theologe
- Spätling, Ludwig (* 1949), deutscher Arzt, Hochschullehrer
- Spatny, Anton (1900–1961), österreichischer Politiker und Angestellter
- Spatola, Adriano (1941–1988), jugoslawisch-italienischer Lautdichter und Dichter der Konkreten Poesie
- Spatolisano, Maria Francesca, italienische EU- und UN-Diplomatin
- Spatscheck, Christian (* 1971), deutscher Sozialarbeiter und Sozialpädagoge
- Spatt, Christiane (* 1966), österreichische Malerin, Fotografin und Installationskünstlerin
- Spatz, Carl (1845–1907), deutscher Architekt und Museumsleiter
- Spatz, Carl Alexander (1810–1856), deutscher Jurist und Politiker
- Spatz, Friedrich Wilhelm (1738–1803), deutscher Schriftsteller und lutherischer Pfarrer
- Spatz, Hanns-Christof (1936–2017), deutscher Biophysiker und Hochschulprofessor
- Spatz, Hugo (1888–1969), deutscher Neuropathologe
- Spatz, Joachim (* 1964), deutscher Politiker (FDP), MdL, MdB
- Spatz, Joachim (* 1969), deutscher Physiker und Hochschullehrer
- Spatz, Johann Bernhard (1782–1840), deutscher Architekt und Bauingenieur, bayerischer Baubeamter
- Spatz, Julian (* 1990), deutscher Schauspieler
- Spatz, Manfred (1925–2024), deutscher Ringer
- Spatz, Michael (* 1982), deutscher Handballspieler
- Spatz, Otto (1900–1989), deutscher Buchhändler, Verleger und Schriftsteller
- Spatz, Paul (1865–1942), deutscher Zoologe und Forschungsreisender
- Spatz, Willy (1861–1931), deutscher Maler des Historismus, Professor an der Kunstakademie Düsseldorf
- Spatzek, Andrea (* 1959), österreichische Schauspielerin
- Spatzek, Christian (* 1956), österreichischer SchauspielerChristian Spatzek (* 1956)

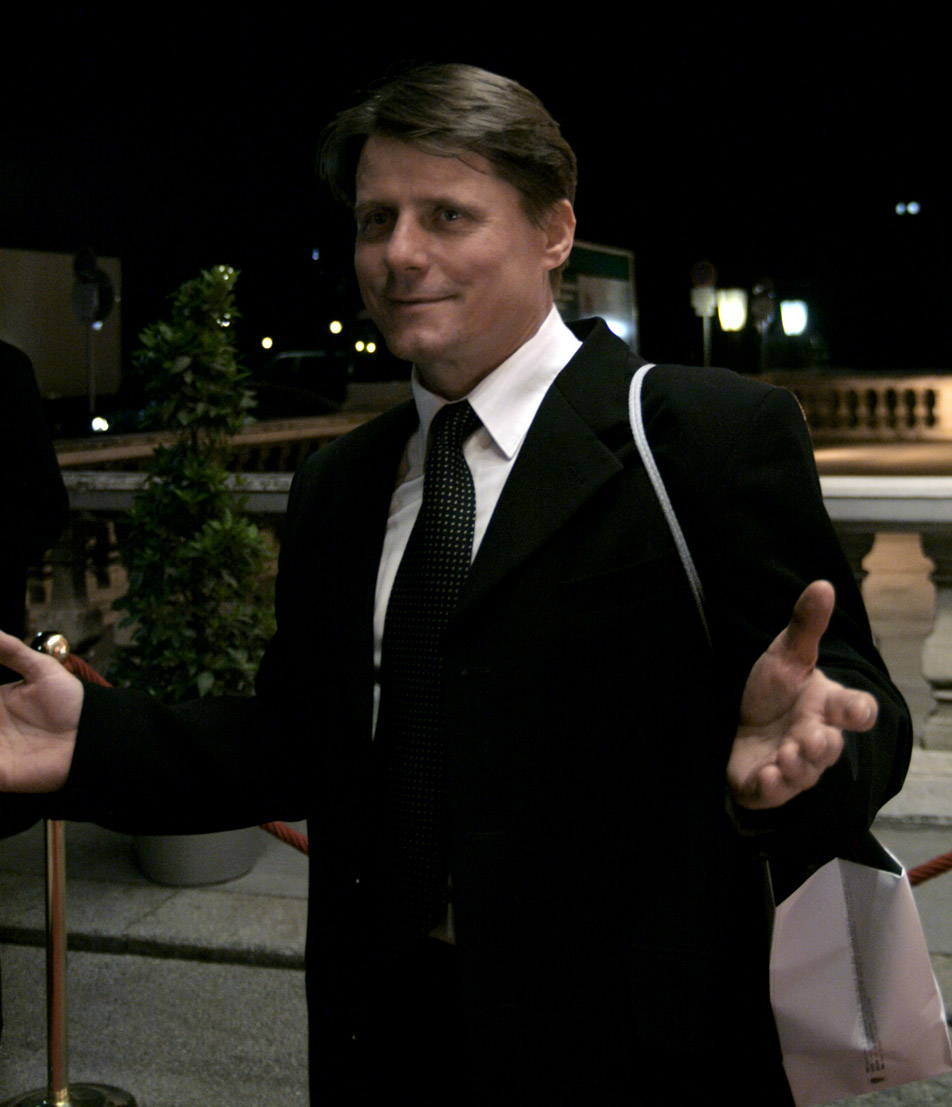
Christian Spatzek (* 1956)

- Spatzenegger, Hans (1900–1947), deutscher SS-Angehöriger und verurteilter Kriegsverbrecher
- Spatzenegger, Hans (* 1939), österreichischer Historiker

### Spau
- Spaul, John E. H. (1926–2018), britischer Althistoriker und Lehrer
- Spaulding, Daniel-Ryan, kanadisch-kroatischer Comedian
- Spaulding, Edward Gleason (1873–1940), US-amerikanischer Philosoph
- Spaulding, Elbridge G. (1809–1897), US-amerikanischer Politiker
- Spaulding, Huck (1928–2013), US-amerikanischer Tätowierer
- Spaulding, Huntley N. (1869–1955), US-amerikanischer Politiker
- Spaulding, James (* 1937), amerikanischer Jazz-Altsaxophonist und Flötist sowie Komponist
- Spaulding, Jeb (* 1952), US-amerikanischer Politiker und Treasurer von Vermont
- Spaulding, John (1790–1870), US-amerikanischer Jurist, Politiker, Geschäftsmann und Treasurer von Vermont
- Spaulding, Oliver L. (1833–1922), US-amerikanischer Politiker
- Spaulding, Patrizia, deutsche Freiwasserschwimmerin und Behindertensportlerin, Goldmedaillengewinnerin bei Special Olympics Weltspielen
- Spaulding, Robert Kilburn (1898–1992), US-amerikanischer Romanist und Hispanist
- Spaulding, Rolland H. (1873–1942), US-amerikanischer Politiker
- Spauls, Leo (* 1977), schwedischer Sänger, Schauspieler, Regisseur und Musiker
- Spaun, Anton von (1790–1849), österreichischer Literaturhistoriker und Volkskundler
- Spaun, Franz von (1753–1826), österreichischer Mathematiker und freigeistiger politischer Schriftsteller
- Spaun, Fridolin von (1901–2004), deutscher politischer Aktivist, Archivar und Familienforscher
- Spaun, Hermann von (1833–1919), österreichisch-ungarischer Admiral
- Spaun, Joseph von (1788–1865), österreichischer Hofrat und LotteriegefälleneinnehmerJoseph von Spaun (1788–1865)

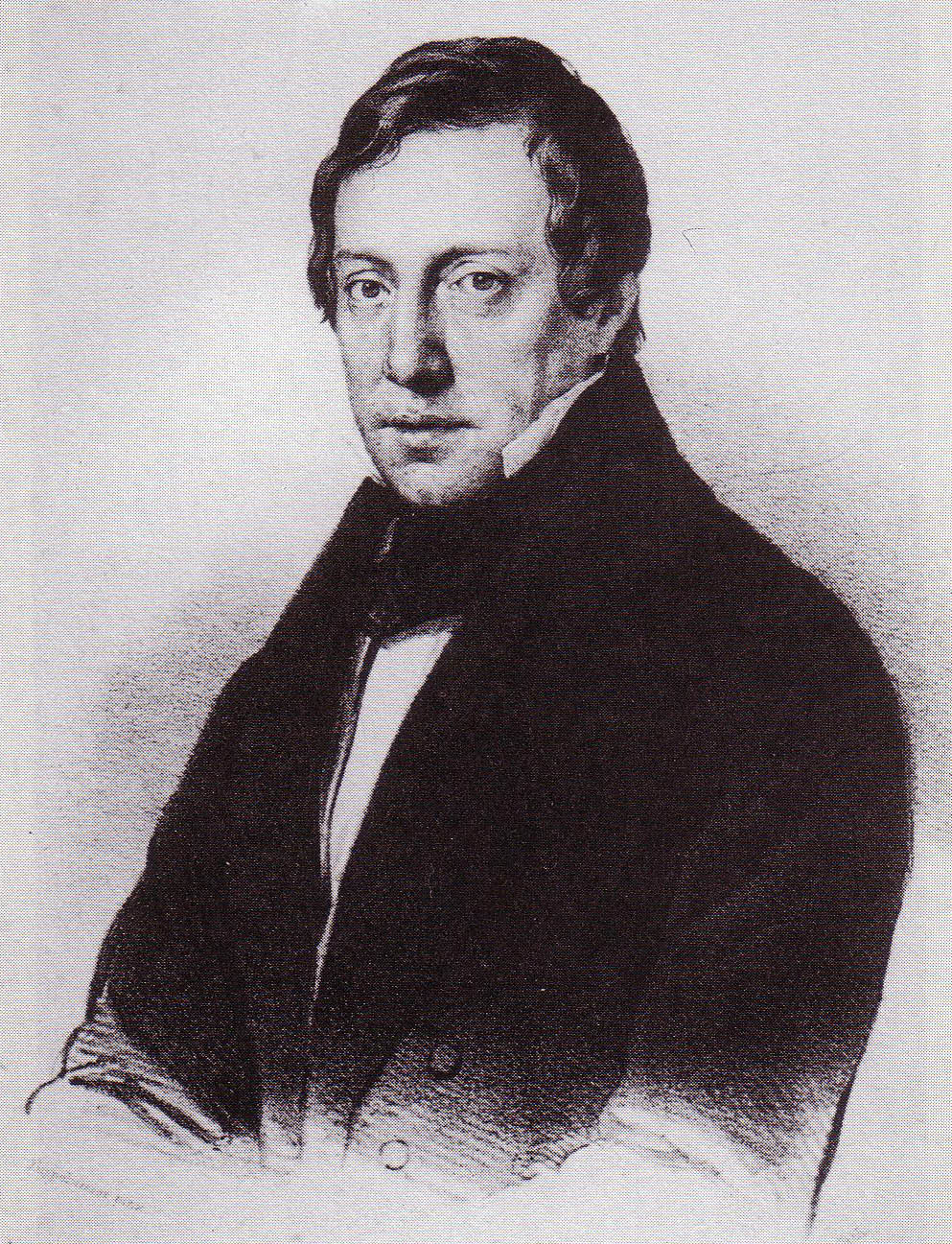
Joseph von Spaun (1788–1865)

- Spaun, Maximilian von (1827–1897), österreichischer Jurist (Notar) und Abgeordneter
- Spaun, Paul von (1876–1932), österreichischer Maler
- Spaur und Valör, Franz Vigil von (1609–1670), Bischof von Chiemsee
- Spaur und Valör, Johann Michael (1638–1725), Fürstbischof von Trient
- Spaur, Christoph Andreas von (1543–1613), Bischof von Gurk und Brixen
- Spaur, Ignaz von (1729–1779), Bischof von Brixen
- Spaur, Johann Thomas von (1528–1591), römisch-katholischer Fürstbischof von Brixen
- Spaur, Joseph Ferdinand Guidobald von (1705–1793), pfalz-bayerischer Hofbischof
- Spaur, Joseph von (1718–1791), Bischof von Brixen
- Spaur, Karl von (1794–1854), deutscher Diplomat in bayerischen Diensten
- Spaur, Katharina von (1580–1650), Äbtissin des Damenstifts Buchau
- Spaur, Leopold von (1696–1778), Bischof von Brixen
- Spaur, Peter von (1345–1424), Burggraf auf Tirol, Landeshauptmann an der Etsch
- Spaur, Pflaum und Valör, Maria Clara von († 1644), Fürstäbtissin von Essen
- Spautz, Jean (* 1930), luxemburgischer Politiker (CSV), Mitglied der Chambre, MdEP
- Spautz, Marc (* 1963), luxemburgischer Politiker (CSV), Mitglied der Chambre
- Spautz, Vera (* 1963), luxemburgische Politikerin, Mitglied der Chambre

### Spav
- Spaventa, Bertrando (1817–1883), italienischer Philosoph und Politiker, Mitglied der Camera dei deputati
- Spavento, Giorgio, italienischer Architekt und Ingenieur
- Spavone, Antonio (* 1994), italienischer Automobilrennfahrer

### Spax

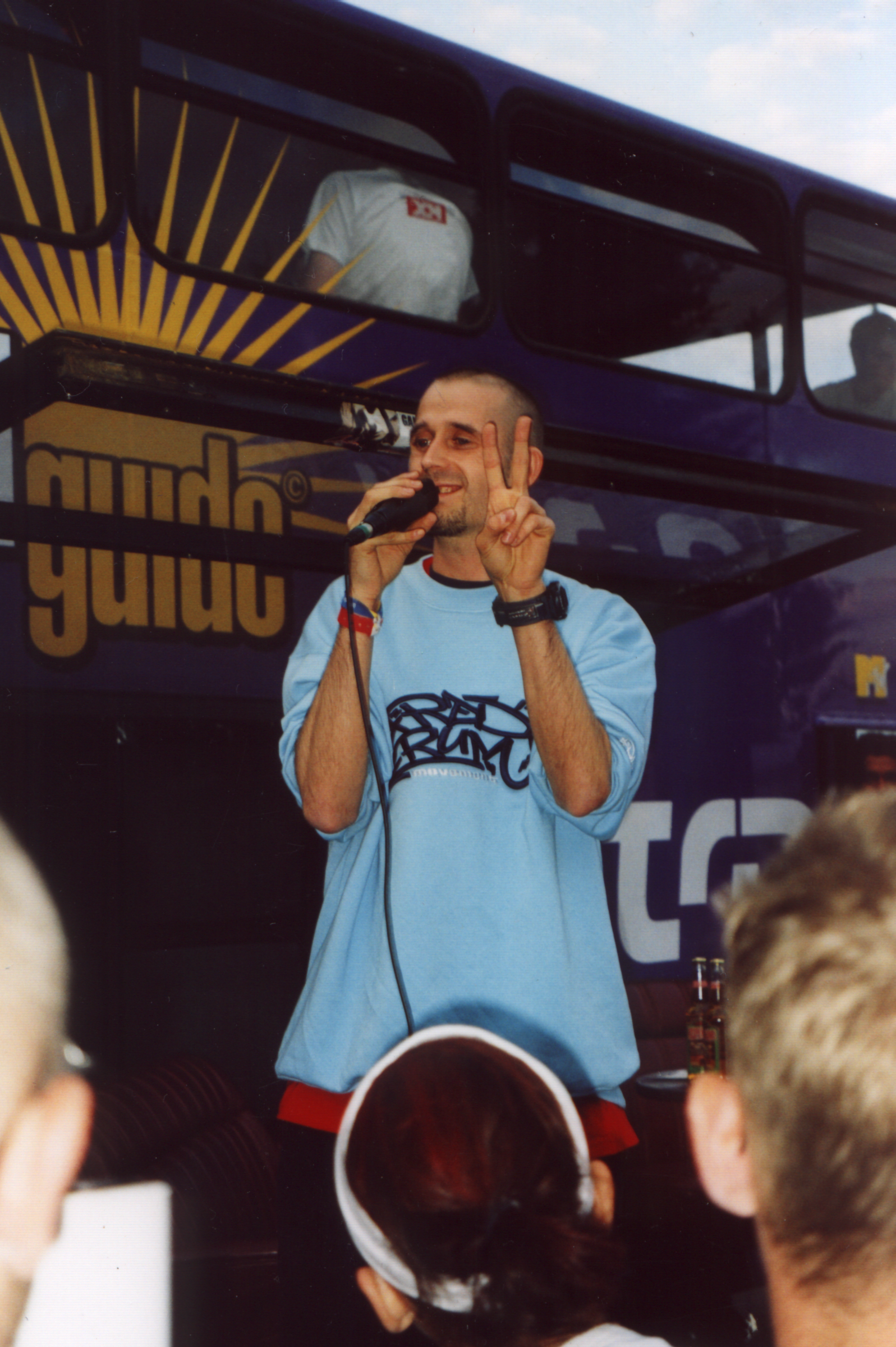
Spax (* 1973)

- Spax (* 1973), deutscher RapperSpax (* 1973)

### Spaz
- Spaziani, Brenda (* 1984), italienische Wasserspringerin
- Spaziani, Maria Luisa († 2014), italienische Poetin, Autorin und Übersetzerin
- Spazier, Johanne Karoline Wilhelmine (1776–1825), deutsche Dichterin und Schriftstellerin
- Spazier, Karl (1761–1805), Sänger, Hofmeister und Lehrer am Philanthropin in Dessau, Professor, Hofrat, Lehrer an einer Handelsschule in Berlin, Autor, Liedkomponist und Publizist
- Spazier, Volker (* 1953), deutscher Fußballspieler
- Spazio, Giovanni Battista (1650–1730), oberösterreichischer Bildhauer des Barock
- Spazio, Giovanni Pietro († 1695), oberösterreichischer Stuckateur und Bildhauer des Barock
- Spazzapan, Luigi (1889–1958), italienischer Maler und Bildhauer
- Spazzi, Lucio di, italienischer Architekt und Hofbaumeister
- Spazzio, Giacomo († 1654), Architekt, Baumeister und Wiener Bürger
- Spazzio, Marco Martino († 1644), Architekt und Hofbaumeister
- Spazzio, Pietro († 1644), Architekt und Hofmaurer